# Nuevo León
Nuevo León ( escuchar), oficialmente Estado Libre y Soberano de Nuevo León, es uno de los treinta y un estados que, junto con la Ciudad de México, conforman México. Su capital y ciudad más poblada es Monterrey. Está dividido en cincuenta y un municipios.
Está ubicado en el noreste del país, limitando al norte con el río Bravo que lo separa de Estados Unidos, al este con Tamaulipas, al sur con San Luis Potosí y al oeste con Coahuila y Zacatecas. Con 5 784 442 habitantes en 2020 es el séptimo estado más poblado, por detrás del Estado de México, Veracruz, Jalisco, Puebla, Guanajuato y Chiapas. Fue fundado el 5 de julio de 1824.
Los municipios de Apodaca, Pesquería, Cadereyta Jiménez, García, General Escobedo, Guadalupe, Salinas Victoria, Juárez, San Nicolás de los Garza, San Pedro Garza García, Santa Catarina y Santiago, junto con Monterrey, forman la Zona Metropolitana de Monterrey; de gran importancia económica e industrial en el país. Otras localidades importantes son Allende, Agualeguas, Linares, Montemorelos, China, Mier y Noriega, Hualahuises, Sabinas Hidalgo, Doctor Arroyo, Mina, Cerralvo, Lampazos de Naranjo, Ciudad Anáhuac y el poblado fronterizo de Colombia.

## Toponimia
El nombre del estado le fue dado por los conquistadores españoles en el año 1579, específicamente por su fundador, el portugués Luis Carvajal y de la Cueva, en honor al Reino de León.

## Historia

### Época prehispánica
Cronistas afirman que estos lares estaban habitados por un grupo de etnias catalogadas como coahuiltecos (alazapas), carrizos (también llamados "comecrudos"), guachichiles (gualagüises) y apaches (lipanes), estos últimos habitaban de forma errante el norte del actual territorio de Nuevo León.
Al llegar los españoles, algunas de las etnias fueron nombradas rayados, borrados, pelones, barretados y pintos porque solían decorar su cuerpo con pinturas de colores, honrando a sus dioses o a diversos animales. No dejaron registros escritos, por lo que la historia que se conoce de la región comienza con la llegada de los colonizadores.
Se sabe que tenían fiestas que involucraban el uso del peyote y que se realizaban por motivos religiosos, bélicos o diplomáticos. Enviaban flechas a otras tribus que servían como invitación a estas ceremonias. Durante las mismas se comía carne y frutos como las tunas y se bebían licores de maguey o mezquite.
Se hacían hogueras y los integrantes de la tribu cantaban y bailaban a su alrededor, normalmente con movimientos rápidos, a veces incluyendo saltos o agarrándose unos a otros de la cintura. La música se realizaba con instrumentos hechos de madera o huesos de animales. Los ancianos servían de chamanes que funcionaban como instrumento de comunicación entre el mundo terrenal y el sobrenatural.

De forma generalizada los historiadores los catalogaron como coahuiltecos; algunos tenían la costumbre de rayarse y tatuarse, o raparse de maneras distintas. Los españoles a muchos de estos grupos los apodaron como rayados, borrados, pintos o pelones.[15][16]

### Colonización
El territorio de Nuevo Léon fue colonizado por primera vez en el siglo XVI por inmigrantes de la península ibérica mayoritariamente conversos (judíos étnicos convertidos al catolicismo romano) y sus aliados tlaxcaltecas, grupo que impulsó notablemente la obra colonizadora.
En 1577 se fundan las primeras villas de Nuevo León: las Minas de San Gregorio (Cerralvo) y la villa de Santa Lucía (Monterrey). El conquistador Luis de Carvajal y de la Cueva regresó a España para obtener de Felipe II el permiso colonizar el Nuevo Reino de León con un grupo de inmigrantes, entre los cuales se incluían familias de judíos conversos, entre ellos familiares de Carvajal que llegaron a las costas de México a bordo de la urca Santa Catalina.
A pesar de que públicamente mantenían la religión cristiana, en el año 1590, tanto él como su familia, cristianos nuevos de origen judío portugués, fueron acusados de judaizar y procesados por la Inquisición. Finalmente, Carvajal muere en prisión en 1591.
Ocho años después del último fracaso en los poblados de la región, el nuevo gobernador Diego de Montemayor, quien había sido nombrado lugarteniente por Carvajal, funda en 1596 la Ciudad Metropolitana de Nuestra Señora de Monterrey en el lugar en que estaban Santa Lucía y la fallida villa de San Luis. En 1624 hubo una rebelión indígena liderada por el capitán guachichil Guajuco que casi destruyó la ciudad.

### Expansión virreinal
Bernabé de las Casas, un explorador canario de Tenerife, luego de su victoriosa expedición con Juan de Oñate luchando contra los indígenas acoma en Nuevo México, llega a la región con familias españolas y canarias para encontrar varios asentamientos y campamentos mineros en una región entonces despoblada del Nuevo Reino de León, más tarde conocida como Valle de las Salinas.
En 1646 el cronista Alonso de León es comisionado para establecer el pueblo San Juan de Tlaxcala en Cadereyta. En ese lugar asienta a los tlaxcaltecas principales. Sin embargo, chichimecas rebeldes lo asaltan e incendian cuatro años más tarde. Casi todas las misiones son dotadas de familias tlaxcaltecas para evangelizar y adiestrar a los indígenas recién convertidos en la vida civil, enseñándoles a arar, sembrar, a hacer artesanías, etc.
Los tlaxcaltecas de Saltillo, liderados por Agustín de la Cruz, obtienen en el año 1686 la autorización de Agustín de Echeverz Subiza, entonces gobernador de Nuevo León, para fundar un pueblo con el nombre de su marquesado, San Miguel de Aguayo (hoy Bustamante). Son ellos los que descubren los yacimientos mineros en la región, propiciando la fundación del real de San Pedro de Boca de Leones (hoy Villaldama) y el de Santiago de las Sabinas (hoy Sabinas Hidalgo). En 1756 se congregan cerca de Monterrey grupos de tlaxcaltecas del Valle del Pilón, estableciendo el pueblo de Nueva Tlaxcala de Nuestra Señora de Guadalupe.
A principios del siglo XIX, la población blanca y mestiza del Nuevo Reino de León comprendía en conjunto aproximadamente el 80 % de la población. Al final de la época virreinal, los reineros (como se les conocía) ya tenían cierta estabilidad y habían establecido la ciudad de Linares, considerada la segunda ciudad más grande, ubicada al sureste de Monterrey.

### Movimiento Insurgente

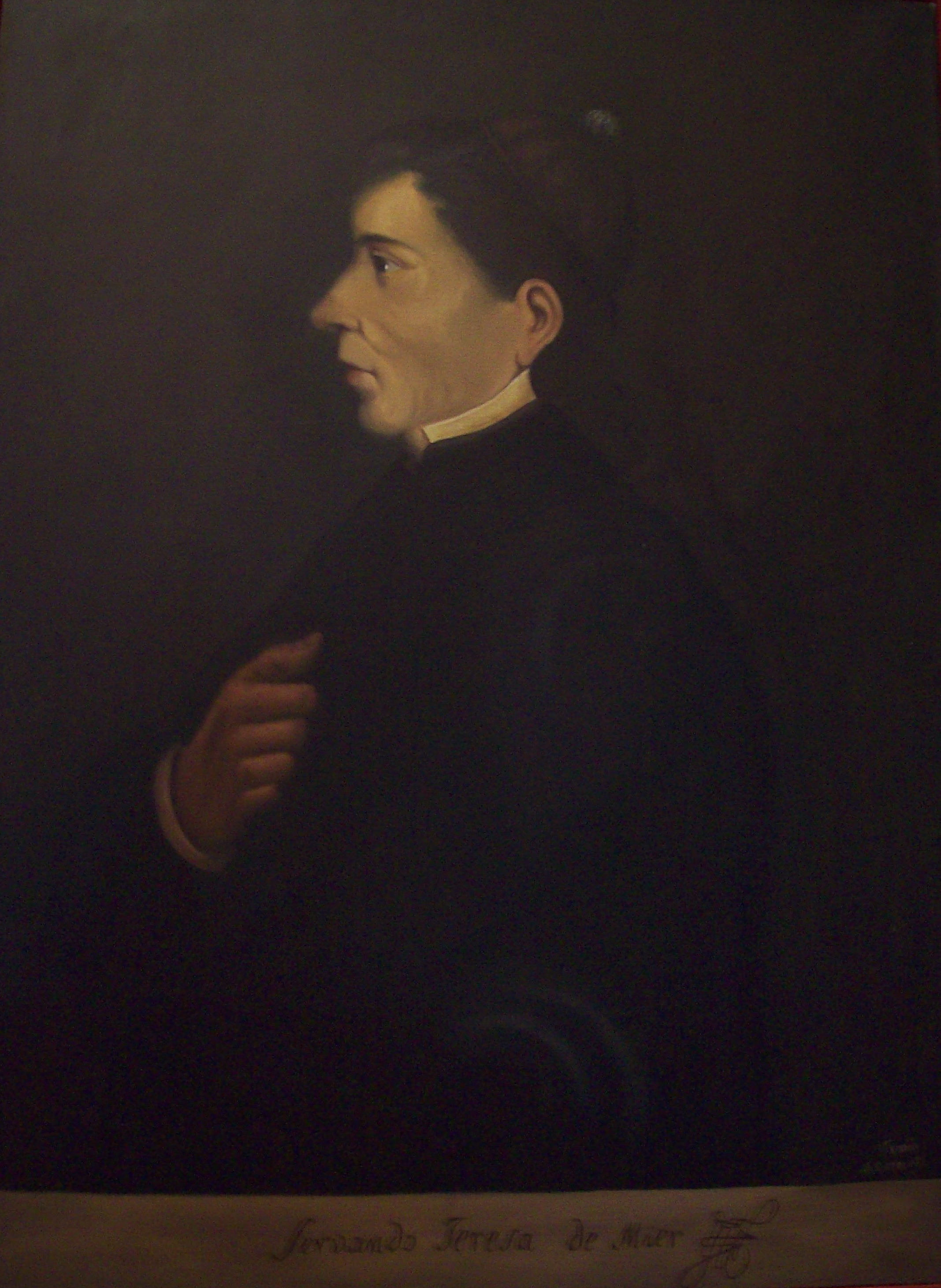
Retrato de fray Servando Teresa de Mier

En la Constitución de 1824, Nuevo León queda unido a la República mexicana como entidad soberana, con gobernador y congreso propio. El 5 de marzo de 1825 se promulgó su primera Constitución. Esta pertenencia se ratifica en 1857 y luego en 1917.
A excepción del movimiento encabezado por Santiago Vidaurri en 1850, los neoleoneses han permanecido fieles al pacto federal. Dicho movimiento constituyó una protesta por las leyes centralistas de Antonio López de Santa Anna; a la caída del gobierno de Anastasio Bustamante, con la rendición de Antonio Canales, el país regresó a la senda federal.
Un personaje neoleonés crucial para la historia del país dentro de la primera etapa de la Independencia de México fue el militar Ignacio Elizondo, conocido principalmente por su conspiración y traición contra importantes figuras insurgentes como Miguel Hidalgo, Ignacio Allende, Mariano Abasolo, Mariano Jiménez y Juan Aldama en 1811.

### Movimiento de la Reforma
A mediados de siglo, la pugna entre liberales y conservadores y la invasión de los Estados Unidos hicieron estragos en la región, la cual adquirió un fuerte sentido de autonomía y resentimiento hacia las autoridades mexicanas. En dos ocasiones el Estado intentó constituirse como un país independiente: primero como la República del Río Grande en 1840 y después como la República de la Sierra Madre alrededor de 1855. Ambos intentos fueron sofocados por el ejército mexicano.
A lo largo del siglo, Nuevo León fue escenario de constantes incursiones comanches que afectaron gravemente a múltiples comunidades del estado. En 1840, una banda estimada en 300 o 400 guerreros comanches inició una ofensiva que marcó el comienzo de tres décadas de violencia. A lo largo del periodo, pueblos enteros fueron atacados, cientos de personas asesinadas o secuestradas, y decenas de miles de cabezas de ganado robadas. Frente a la escasa respuesta del gobierno central, la defensa del territorio recayó en milicias locales, entre ellas destacaron fuerzas formadas por tlaxcaltecas y alazapas, quienes custodiaban estratégicamente los pasos de montaña. La última gran incursión comanche en el estado se registró en 1870, poniendo fin a uno de los periodos más violentos del noreste mexicano.
Santiago Vidaurri fue fusilado por órdenes de Porfirio Díaz debido a su apoyo la segunda intervención francesa y al emperador Maximiliano de Habsburgo. Hacia finales del siglo XIX y principios del siglo XX las industrias locales comenzaron a tomar auge a raíz de una relativa estabilidad y un mayor comercio con los Estados Unidos. La Revolución mexicana no tuvo gran repercusión en la región y esta comenzó a crecer vertiginosamente en todos los ámbitos. Para finales del siglo XX Nuevo León tenía uno de los sistemas educativos más avanzados de América Latina[cita requerida] y un nivel de vida comparable con el de varios países pertenecientes a Europa Occidental.[cita requerida]

### Porfirismo
Durante el porfiriato, Nuevo León se vio favorecido por el flujo comercial entre México y los Estados Unidos. De esta manera, vio crecer empresas nuevas como la Fundidora de Monterrey, la Cervecería Cuauhtémoc y la vidriera. La burguesía local se fortaleció[cita requerida] y tuvo influencia del movimiento encabezado por Francisco I. Madero.[cita requerida] Fue en Monterrey, durante un mitin, cuando Madero es arrestado por proteger a Roque Estrada, acusado de proferir insultos contra el presidente. De Monterrey, Madero es trasladado a San Luis Potosí, a petición de la familia del mismo Madero.

### Gobiernos postrevolucionarios
Al tener una situación geográfica privilegiada, el estado se benefició de la Segunda Revolución Industrial y del fordismo estadounidense. México reconstruyó su estado nacional entre 1920 y 1940, periodo en el que nacionalizó el petróleo y fincó una política de industrialización nacional de la que formó parte Nuevo León. Los gobiernos de Nuevo León colaboraron con el régimen y se vieron favorecidos con la política de sustitución de importaciones, el proteccionismo comercial y el auge industrial después de la Segunda Guerra Mundial.

### SigloXXI
El Incendio al Casino Royale de 2011 fue una masacre ocurrida el 25 de agosto de ese año, que produjo la muerte de 53 personas. El incidente es uno de los ataques más letales en contra de un centro de entretenimiento en México desde que el presidente Felipe Calderón Hinojosa lanzó una ofensiva en contra de los cárteles de las drogas en el 2006.

## Geografía

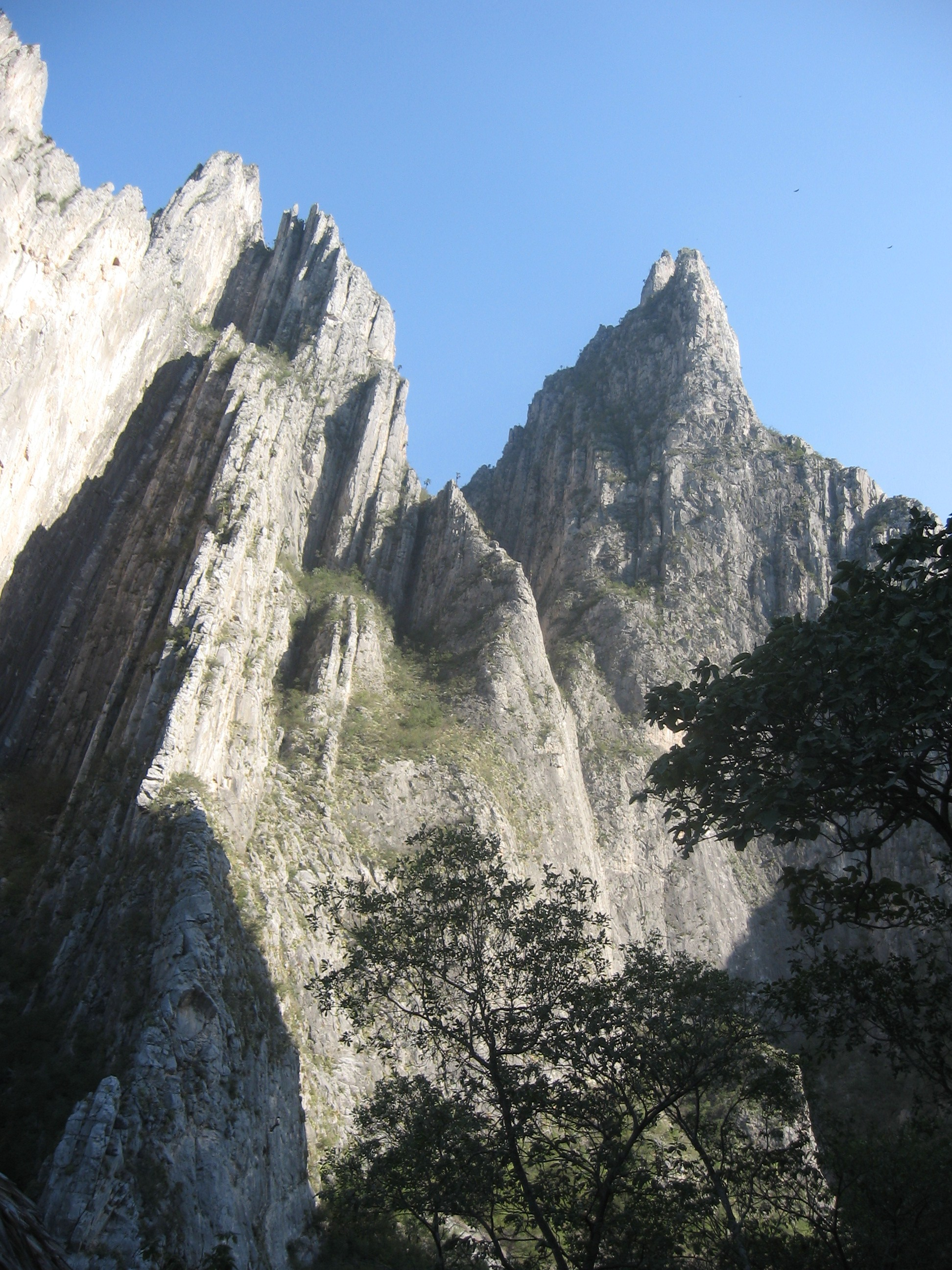
Escalada en Potrero Chico, Municipio de Hidalgo.

### Clima
El clima de Nuevo León es en su mayor parte estepario semiseco y la época de lluvias ocurre entre mayo y octubre. En el cañón del Huajuco y la zona citrícola tienen clima subtropical, mientras que en la Sierra Madre el clima es templado. La mitad norte del territorio es de clima estepario con veranos muy cálidos e inviernos templados a fríos, presentándose heladas con frecuencia en el invierno y ocasionalmente nieve.

### Orografía
El territorio tiene una extensión de 64 210 km² y se puede dividir en tres regiones: una planicie seca en el norte, una templada en las regiones de la sierra y un altiplano semidesértico-fresco en el sur. La Sierra Madre Oriental influye de manera importante en la configuración del terreno formando las altiplanicies de Galeana y Doctor Arroyo, sierras aisladas y los valles del Pilón, de la Ascensión y de Río Blanco. Las máximas elevaciones son cerro El Potosí, sierra de la Marta, Sierra Peña Nevada y cerro El Viejo, con altitudes sobre los 3500 m s. n. m.

### Relieve

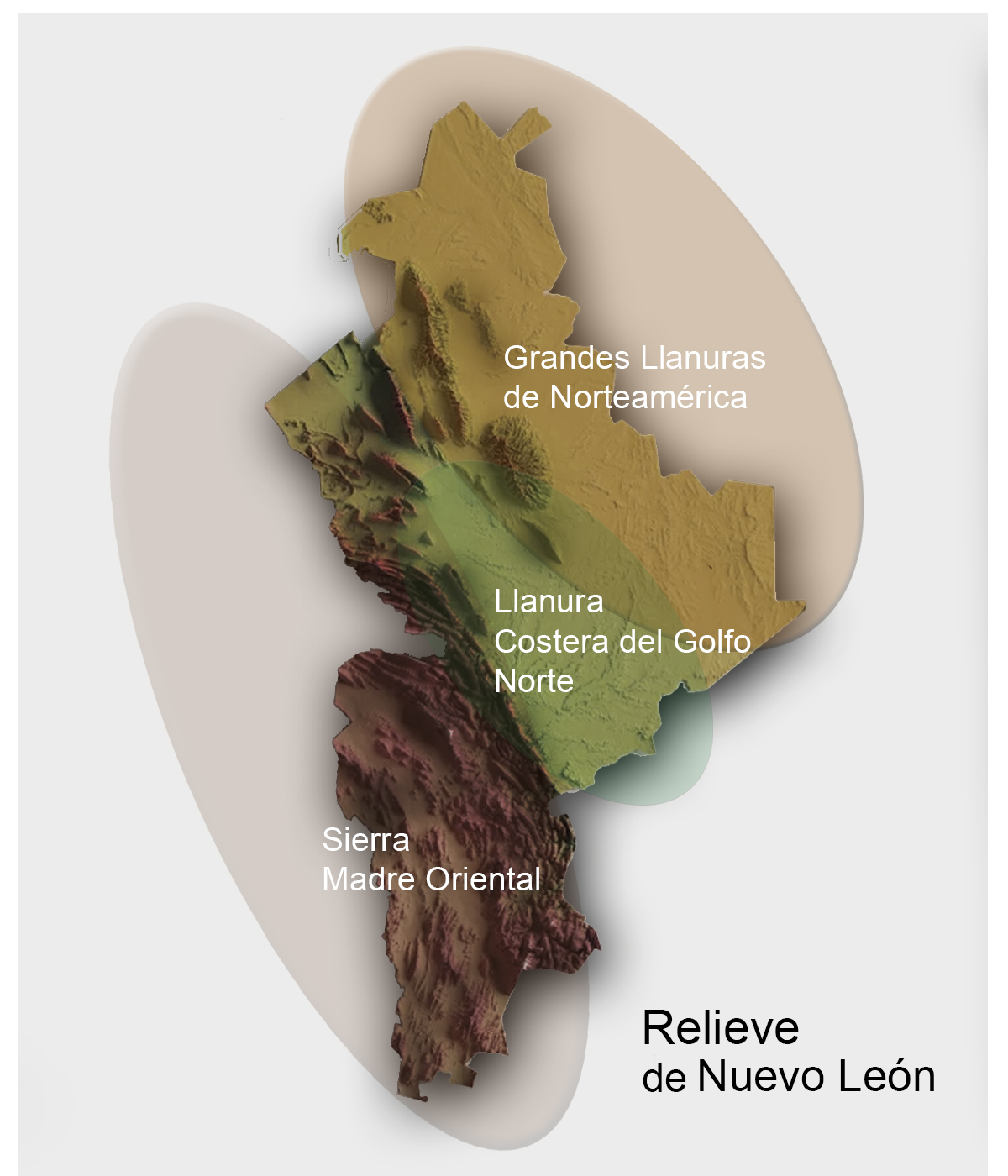
Relieve de Nuevo León.

La superficie estatal forma parte de las provincias: Sierra Madre Oriental, Grandes Llanuras de Norteamérica y Llanura Costera del Golfo Norte.

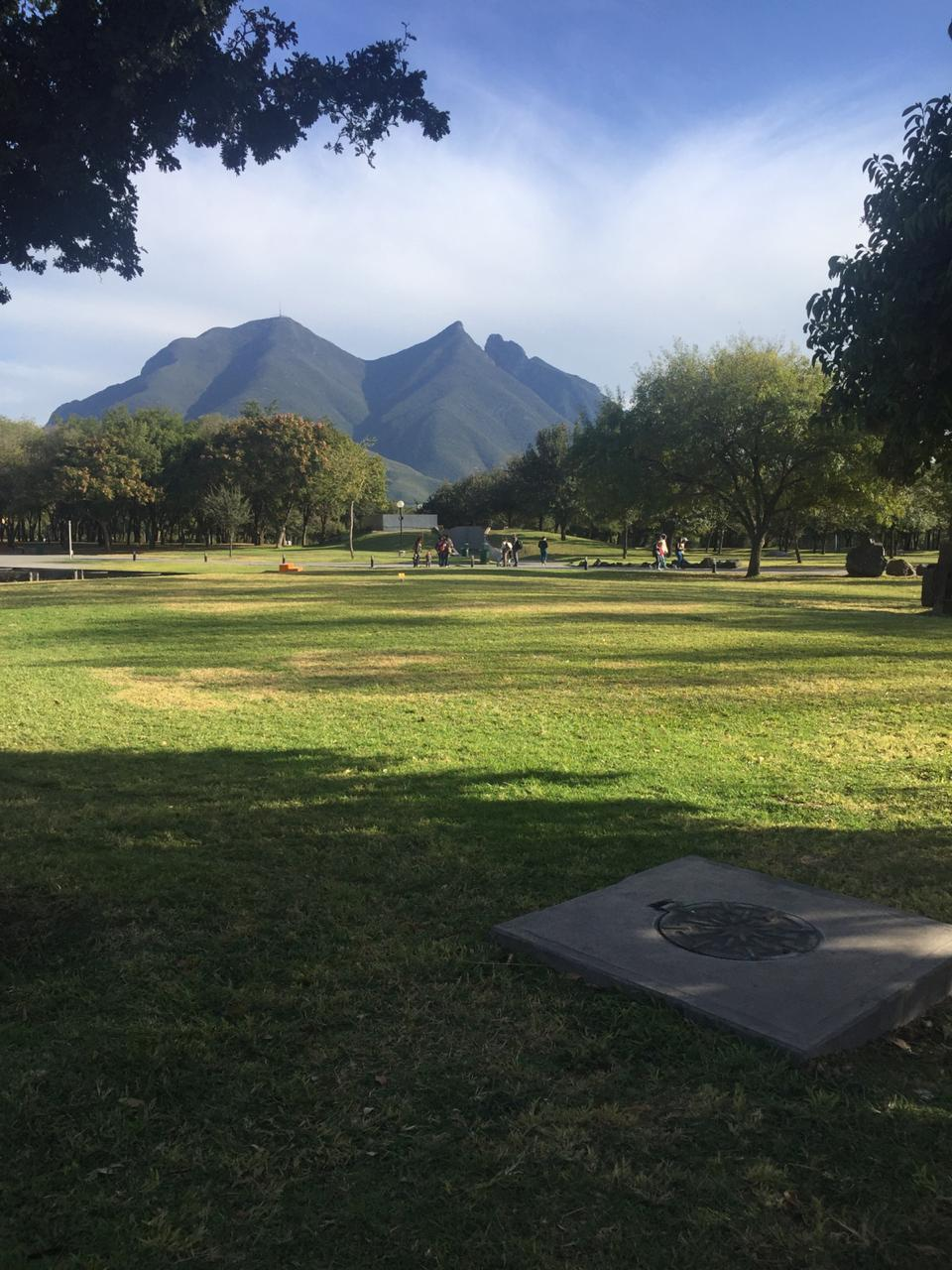
El cerro de la Silla, símbolo emblemático de Nuevo León.

La Sierra Madre Oriental cubre el 50.9 % del territorio estatal, abarcando la mitad oeste de la entidad. Las subprovincias que la conforman dentro del estado de Nuevo León y la porción del territorio estatal que cobijan son: Gran Sierra Plegada (15.9 %), Sierras y Llanuras Occidentales (15.6 %), Sierras y Llanuras Coahuilenses (14.1 %), Pliegues Saltillo-Parras (4.5 %) y Sierras Transversales (0.8 %).
Grandes Llanuras de Norteamérica cubre el 34.6 % del territorio estatal, abarcando el noreste de la entidad; en Nuevo León está conformada por la Subprovincia fisiográfica Llanuras de Coahuila y Nuevo León. El sistema de topoformas está constituido por lomeríos de laderas tendidas, llanuras aluviales y valles típicos.
La Llanura Costera del Golfo Norte cubre el 14.5 % del territorio estatal, abarcando el centro este de la entidad; en Nuevo León está conformada por la Subprovincia fisiográfica Llanuras y Lomeríos. El sistema de topoformas está constituido por lomeríos con bajadas y lomeríos con llanuras.

### Hidrografía
En cuanto a su hidrografía, las aguas de Nuevo León pertenecen a la cuenca del río Bravo. El río San Juan abastece a la presa El Cuchillo que provee de agua a Monterrey y a su área metropolitana. También existen las presas de Cerro Prieto, La Boca, Vaquerías, Nogalitos y Agualeguas. La laguna natural más importante es la laguna de Labradores y la depresión más importante es el Pozo del Gavilán, ambas en el municipio de Galeana.

### Flora y fauna

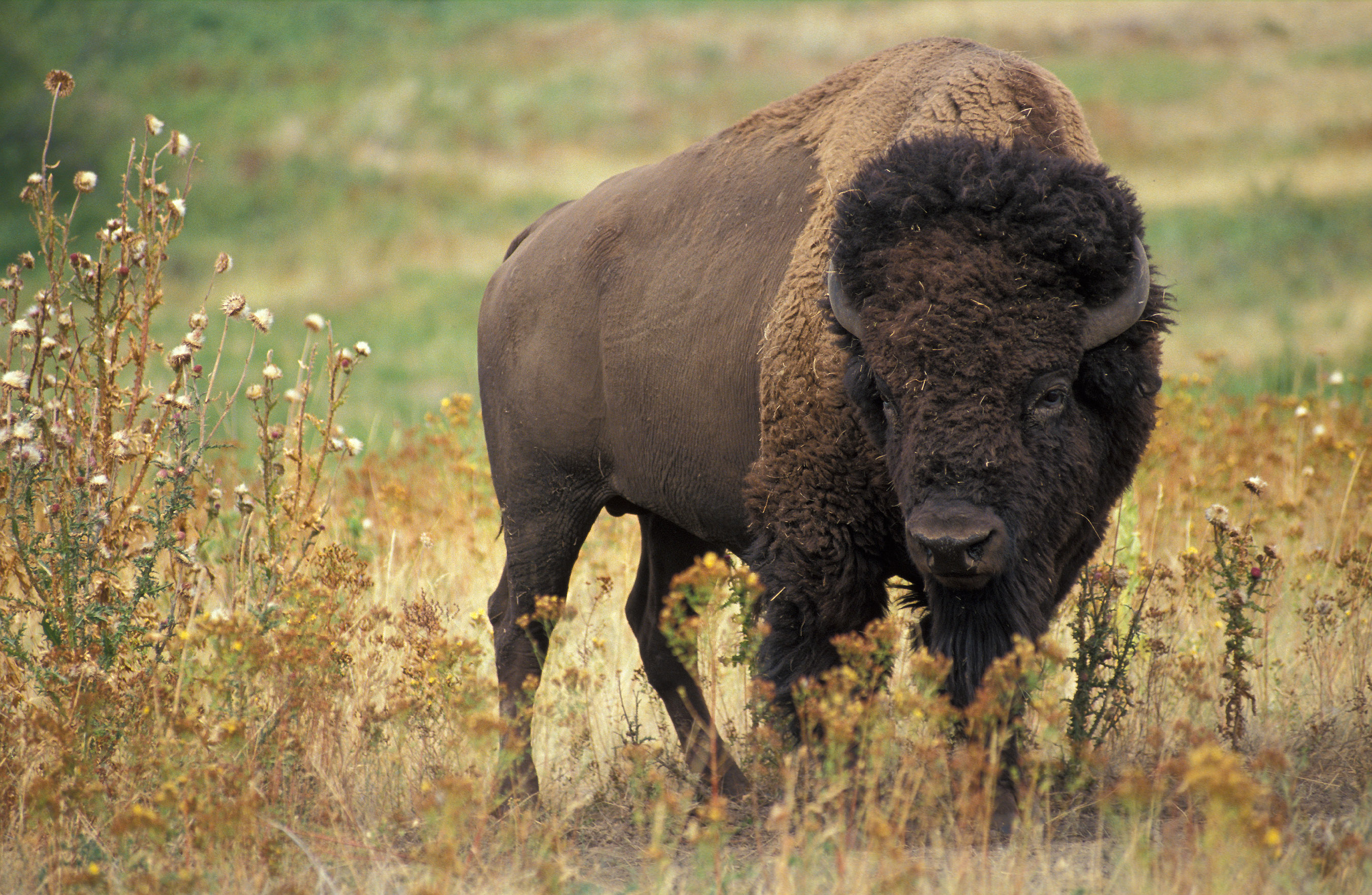
El bisonte americano hábito el norte de Nuevo León y ocasionalmente bajaba hasta su capital Monterrey hasta antes de su extinción en territorio mexicano.

La flora del estado está caracterizada por el matorral y los pastizales en las regiones bajas y los pinos y encinos en las sierras. La fauna de la región, gravemente mermada por las actividades agropecuarias y la deforestación, está compuesta por osos negros, pumas, jabalíes, zorros, coyotes, lobo Mexicano venados cola blanca, castores (también habitó en el pasado el bisonte americano), junto con otras especies de menor tamaño.
| Flora y fauna de Nuevo León |                      |                      |                          |                      |
|                             |                      |                      |                          |                      |
| Ursus americanus            | Felis concolor       | Tamiasciurus         | Urocyon cinereoargenteus | Aquila chrysaetos    |
|                             |                      |                      |                          |                      |
| Meleagris gallopavo         | Crotalus durissus    | Tayassuidae          | Odocoileus virginianus   | Didelphis virginiana |
|                             |                      |                      |                          |                      |
| Acer saccharinum            | Opuntia ficus-indica | Kroenleinia grusonii | Cylindropuntia imbricata | Pinus ponderosa      |

## Climas
Los climas de Nuevo León dependen mucho de la zona. Por ejemplo, el clima del sur es mucho más frío que el del norte del estado. Los climas que la entidad tiene son: semicálido semihúmedo, cálido seco, cálido húmedo, templado semiseco, templado húmedo, semifrío semihúmedo, un microclima subtropical en Nuevo León.

### Diferencias entre climas de Nuevo León
Clima subtropical seco de Anáhuac:
| Parámetros climáticos promedio de Anáhuac (300 m s. n. m.) - Normales y extremas: 1951-2010 | Parámetros climáticos promedio de Anáhuac (300 m s. n. m.) - Normales y extremas: 1951-2010 | Parámetros climáticos promedio de Anáhuac (300 m s. n. m.) - Normales y extremas: 1951-2010 | Parámetros climáticos promedio de Anáhuac (300 m s. n. m.) - Normales y extremas: 1951-2010 | Parámetros climáticos promedio de Anáhuac (300 m s. n. m.) - Normales y extremas: 1951-2010 | Parámetros climáticos promedio de Anáhuac (300 m s. n. m.) - Normales y extremas: 1951-2010 | Parámetros climáticos promedio de Anáhuac (300 m s. n. m.) - Normales y extremas: 1951-2010 | Parámetros climáticos promedio de Anáhuac (300 m s. n. m.) - Normales y extremas: 1951-2010 | Parámetros climáticos promedio de Anáhuac (300 m s. n. m.) - Normales y extremas: 1951-2010 | Parámetros climáticos promedio de Anáhuac (300 m s. n. m.) - Normales y extremas: 1951-2010 | Parámetros climáticos promedio de Anáhuac (300 m s. n. m.) - Normales y extremas: 1951-2010 | Parámetros climáticos promedio de Anáhuac (300 m s. n. m.) - Normales y extremas: 1951-2010 | Parámetros climáticos promedio de Anáhuac (300 m s. n. m.) - Normales y extremas: 1951-2010 | Parámetros climáticos promedio de Anáhuac (300 m s. n. m.) - Normales y extremas: 1951-2010 |
| Mes                                                                                         | Ene.                                                                                        | Feb.                                                                                        | Mar.                                                                                        | Abr.                                                                                        | May.                                                                                        | Jun.                                                                                        | Jul.                                                                                        | Ago.                                                                                        | Sep.                                                                                        | Oct.                                                                                        | Nov.                                                                                        | Dic.                                                                                        | Anual                                                                                       |
| ------------------------------------------------------------------------------------------- | ------------------------------------------------------------------------------------------- | ------------------------------------------------------------------------------------------- | ------------------------------------------------------------------------------------------- | ------------------------------------------------------------------------------------------- | ------------------------------------------------------------------------------------------- | ------------------------------------------------------------------------------------------- | ------------------------------------------------------------------------------------------- | ------------------------------------------------------------------------------------------- | ------------------------------------------------------------------------------------------- | ------------------------------------------------------------------------------------------- | ------------------------------------------------------------------------------------------- | ------------------------------------------------------------------------------------------- | ------------------------------------------------------------------------------------------- |
| Temp. máx. abs. (°C)                                                                        | 38.0                                                                                        | 39.5                                                                                        | 43.0                                                                                        | 48.0                                                                                        | 46.0                                                                                        | 45.0                                                                                        | 41.5                                                                                        | 42.5                                                                                        | 41.0                                                                                        | 39.0                                                                                        | 39.0                                                                                        | 39.0                                                                                        | 48.0                                                                                        |
| Temp. máx. media (°C)                                                                       | 21.7                                                                                        | 23.2                                                                                        | 27.9                                                                                        | 33.0                                                                                        | 35.2                                                                                        | 37.8                                                                                        | 38.8                                                                                        | 34.5                                                                                        | 31.5                                                                                        | 27.6                                                                                        | 20.1                                                                                        | 18.2                                                                                        | 25.4                                                                                        |
| Temp. media (°C)                                                                            | 15.4                                                                                        | 17.6                                                                                        | 20.0                                                                                        | 24.4                                                                                        | 26.2                                                                                        | 26.9                                                                                        | 27.6                                                                                        | 26.5                                                                                        | 26.2                                                                                        | 22.4                                                                                        | 18.4                                                                                        | 12.1                                                                                        | 22.3                                                                                        |
| Temp. mín. media (°C)                                                                       | 10.2                                                                                        | 11.0                                                                                        | 17.2                                                                                        | 20.7                                                                                        | 22.2                                                                                        | 22.0                                                                                        | 22.3                                                                                        | 22.5                                                                                        | 19.9                                                                                        | 15.2                                                                                        | 10.7                                                                                        | 5.1                                                                                         | 16.3                                                                                        |
| Temp. mín. abs. (°C)                                                                        | −4.0                                                                                        | −2.0                                                                                        | −5.0                                                                                        | 6.0                                                                                         | 7.0                                                                                         | 15.5                                                                                        | 14.0                                                                                        | 15.2                                                                                        | 7.0                                                                                         | 2.0                                                                                         | −2.0                                                                                        | −8.5                                                                                        | −8.5                                                                                        |
| Precipitación total (mm)                                                                    | 15.6                                                                                        | 14.5                                                                                        | 11.9                                                                                        | 20.7                                                                                        | 40.3                                                                                        | 51.4                                                                                        | 55.0                                                                                        | 69.6                                                                                        | 78.6                                                                                        | 40.2                                                                                        | 40.0                                                                                        | 41.1                                                                                        | 400.9                                                                                       |
| Nevadas (cm)                                                                                | 1.0                                                                                         | 0.0                                                                                         | 0.0                                                                                         | 0.0                                                                                         | 0.0                                                                                         | 0.0                                                                                         | 0.0                                                                                         | 0.0                                                                                         | 0.0                                                                                         | 0.0                                                                                         | 0.0                                                                                         | 0.0                                                                                         | 1.0                                                                                         |
| Días de lluvias (≥ 0,1 mm)                                                                  | 3.2                                                                                         | 4.8                                                                                         | 3.4                                                                                         | 5.5                                                                                         | 7.7                                                                                         | 6.6                                                                                         | 6.9                                                                                         | 7.4                                                                                         | 9.2                                                                                         | 7.5                                                                                         | 7.1                                                                                         | 4.4                                                                                         | 73.7                                                                                        |
| Días de nevadas (≥ 1 mm)                                                                    | 0.9                                                                                         | 0                                                                                           | 0                                                                                           | 0                                                                                           | 0                                                                                           | 0                                                                                           | 0                                                                                           | 0                                                                                           | 0                                                                                           | 0                                                                                           | 0                                                                                           | 0                                                                                           | 0.9                                                                                         |
| Horas de sol                                                                                | 193                                                                                         | 137                                                                                         | 155                                                                                         | 167                                                                                         | 163                                                                                         | 178                                                                                         | 194                                                                                         | 226                                                                                         | 167                                                                                         | 142                                                                                         | 196                                                                                         | 185                                                                                         | 2104                                                                                        |
| Humedad relativa (%)                                                                        | 47                                                                                          | 44                                                                                          | 40                                                                                          | 40                                                                                          | 50                                                                                          | 51                                                                                          | 53                                                                                          | 56                                                                                          | 60                                                                                          | 71                                                                                          | 58                                                                                          | 53                                                                                          | 65                                                                                          |
| Fuente: Servicio Meteorológico Nacional                                                     |                                                                                             |                                                                                             |                                                                                             |                                                                                             |                                                                                             |                                                                                             |                                                                                             |                                                                                             |                                                                                             |                                                                                             |                                                                                             |                                                                                             |                                                                                             |

Clima frío de Galeana:
| Parámetros climáticos promedio de Galeana (1200 m s. n. m.) - Normales y extremas: 1951-2010 | Parámetros climáticos promedio de Galeana (1200 m s. n. m.) - Normales y extremas: 1951-2010 | Parámetros climáticos promedio de Galeana (1200 m s. n. m.) - Normales y extremas: 1951-2010 | Parámetros climáticos promedio de Galeana (1200 m s. n. m.) - Normales y extremas: 1951-2010 | Parámetros climáticos promedio de Galeana (1200 m s. n. m.) - Normales y extremas: 1951-2010 | Parámetros climáticos promedio de Galeana (1200 m s. n. m.) - Normales y extremas: 1951-2010 | Parámetros climáticos promedio de Galeana (1200 m s. n. m.) - Normales y extremas: 1951-2010 | Parámetros climáticos promedio de Galeana (1200 m s. n. m.) - Normales y extremas: 1951-2010 | Parámetros climáticos promedio de Galeana (1200 m s. n. m.) - Normales y extremas: 1951-2010 | Parámetros climáticos promedio de Galeana (1200 m s. n. m.) - Normales y extremas: 1951-2010 | Parámetros climáticos promedio de Galeana (1200 m s. n. m.) - Normales y extremas: 1951-2010 | Parámetros climáticos promedio de Galeana (1200 m s. n. m.) - Normales y extremas: 1951-2010 | Parámetros climáticos promedio de Galeana (1200 m s. n. m.) - Normales y extremas: 1951-2010 | Parámetros climáticos promedio de Galeana (1200 m s. n. m.) - Normales y extremas: 1951-2010 |
| Mes                                                                                          | Ene.                                                                                         | Feb.                                                                                         | Mar.                                                                                         | Abr.                                                                                         | May.                                                                                         | Jun.                                                                                         | Jul.                                                                                         | Ago.                                                                                         | Sep.                                                                                         | Oct.                                                                                         | Nov.                                                                                         | Dic.                                                                                         | Anual                                                                                        |
| -------------------------------------------------------------------------------------------- | -------------------------------------------------------------------------------------------- | -------------------------------------------------------------------------------------------- | -------------------------------------------------------------------------------------------- | -------------------------------------------------------------------------------------------- | -------------------------------------------------------------------------------------------- | -------------------------------------------------------------------------------------------- | -------------------------------------------------------------------------------------------- | -------------------------------------------------------------------------------------------- | -------------------------------------------------------------------------------------------- | -------------------------------------------------------------------------------------------- | -------------------------------------------------------------------------------------------- | -------------------------------------------------------------------------------------------- | -------------------------------------------------------------------------------------------- |
| Temp. máx. abs. (°C)                                                                         | 17.0                                                                                         | 20.5                                                                                         | 22.0                                                                                         | 23.0                                                                                         | 25.0                                                                                         | 26.0                                                                                         | 26.5                                                                                         | 24.5                                                                                         | 24.0                                                                                         | 23.0                                                                                         | 21.0                                                                                         | 17.0                                                                                         | 26.0                                                                                         |
| Temp. máx. media (°C)                                                                        | 14.7                                                                                         | 15.2                                                                                         | 15.9                                                                                         | 18.0                                                                                         | 20.2                                                                                         | 23.8                                                                                         | 23.8                                                                                         | 22.5                                                                                         | 20.5                                                                                         | 19.6                                                                                         | 17.4                                                                                         | 15.6                                                                                         | 18.2                                                                                         |
| Temp. media (°C)                                                                             | 8.5                                                                                          | 9.1                                                                                          | 11.0                                                                                         | 15.4                                                                                         | 17.2                                                                                         | 19.9                                                                                         | 19.6                                                                                         | 17.5                                                                                         | 16.2                                                                                         | 12.4                                                                                         | 9.5                                                                                          | 8.6                                                                                          | 14.3                                                                                         |
| Temp. mín. media (°C)                                                                        | 2.4                                                                                          | 3.2                                                                                          | 3.9                                                                                          | 4.7                                                                                          | 9.2                                                                                          | 12.0                                                                                         | 11.3                                                                                         | 9.5                                                                                          | 8.6                                                                                          | 4.9                                                                                          | 3.4                                                                                          | 2.9                                                                                          | 6.3                                                                                          |
| Temp. mín. abs. (°C)                                                                         | −15.0                                                                                        | −12.0                                                                                        | −11.0                                                                                        | -1                                                                                           | 3                                                                                            | 2.5                                                                                          | 3.0                                                                                          | 2.0                                                                                          | -3.0                                                                                         | -8.0                                                                                         | −12.0                                                                                        | −17.0                                                                                        | −17.0                                                                                        |
| Precipitación total (mm)                                                                     | 20.3                                                                                         | 20.2                                                                                         | 22.9                                                                                         | 26.0                                                                                         | 40.3                                                                                         | 44.4                                                                                         | 46.9                                                                                         | 60.3                                                                                         | 80.3                                                                                         | 50.1                                                                                         | 35.0                                                                                         | 23.0                                                                                         | 630                                                                                          |
| Nevadas (cm)                                                                                 | 2.5                                                                                          | 2.0                                                                                          | 0.5                                                                                          | 0.0                                                                                          | 0.0                                                                                          | 0.0                                                                                          | 0.0                                                                                          | 0.0                                                                                          | 0.0                                                                                          | 0.1                                                                                          | 0.9                                                                                          | 2.0                                                                                          | 8.0                                                                                          |
| Días de lluvias (≥ 0.1 mm)                                                                   | 4.1                                                                                          | 4.4                                                                                          | 4.2                                                                                          | 5.0                                                                                          | 6.7                                                                                          | 8.4                                                                                          | 5.5                                                                                          | 8.0                                                                                          | 10.1                                                                                         | 5.4                                                                                          | 4.2                                                                                          | 4.2                                                                                          | 55.8                                                                                         |
| Días de nevadas (≥ 1 mm)                                                                     | 1                                                                                            | 0.5                                                                                          | 0.1                                                                                          | 0                                                                                            | 0                                                                                            | 0                                                                                            | 0                                                                                            | 0                                                                                            | 0                                                                                            | 0.1                                                                                          | 0.9                                                                                          | 1                                                                                            | 3.6                                                                                          |
| Horas de sol                                                                                 | 99                                                                                           | 102                                                                                          | 125                                                                                          | 167                                                                                          | 163                                                                                          | 178                                                                                          | 194                                                                                          | 226                                                                                          | 167                                                                                          | 130                                                                                          | 101                                                                                          | 95                                                                                           | 1604                                                                                         |
| Humedad relativa (%)                                                                         | 87                                                                                           | 84                                                                                           | 88                                                                                           | 81                                                                                           | 76                                                                                           | 76                                                                                           | 73                                                                                           | 73                                                                                           | 89                                                                                           | 81                                                                                           | 88                                                                                           | 89                                                                                           | 85                                                                                           |
| Fuente: Servicio Meteorológico Nacional                                                      |                                                                                              |                                                                                              |                                                                                              |                                                                                              |                                                                                              |                                                                                              |                                                                                              |                                                                                              |                                                                                              |                                                                                              |                                                                                              |                                                                                              |                                                                                              |

Clima subtropical húmedo de Santiago:
| Parámetros climáticos promedio de Santiago (1200 m s. n. m.) - Normales y extremas: 1951-2010 | Parámetros climáticos promedio de Santiago (1200 m s. n. m.) - Normales y extremas: 1951-2010 | Parámetros climáticos promedio de Santiago (1200 m s. n. m.) - Normales y extremas: 1951-2010 | Parámetros climáticos promedio de Santiago (1200 m s. n. m.) - Normales y extremas: 1951-2010 | Parámetros climáticos promedio de Santiago (1200 m s. n. m.) - Normales y extremas: 1951-2010 | Parámetros climáticos promedio de Santiago (1200 m s. n. m.) - Normales y extremas: 1951-2010 | Parámetros climáticos promedio de Santiago (1200 m s. n. m.) - Normales y extremas: 1951-2010 | Parámetros climáticos promedio de Santiago (1200 m s. n. m.) - Normales y extremas: 1951-2010 | Parámetros climáticos promedio de Santiago (1200 m s. n. m.) - Normales y extremas: 1951-2010 | Parámetros climáticos promedio de Santiago (1200 m s. n. m.) - Normales y extremas: 1951-2010 | Parámetros climáticos promedio de Santiago (1200 m s. n. m.) - Normales y extremas: 1951-2010 | Parámetros climáticos promedio de Santiago (1200 m s. n. m.) - Normales y extremas: 1951-2010 | Parámetros climáticos promedio de Santiago (1200 m s. n. m.) - Normales y extremas: 1951-2010 | Parámetros climáticos promedio de Santiago (1200 m s. n. m.) - Normales y extremas: 1951-2010 |
| Mes                                                                                           | Ene.                                                                                          | Feb.                                                                                          | Mar.                                                                                          | Abr.                                                                                          | May.                                                                                          | Jun.                                                                                          | Jul.                                                                                          | Ago.                                                                                          | Sep.                                                                                          | Oct.                                                                                          | Nov.                                                                                          | Dic.                                                                                          | Anual                                                                                         |
| --------------------------------------------------------------------------------------------- | --------------------------------------------------------------------------------------------- | --------------------------------------------------------------------------------------------- | --------------------------------------------------------------------------------------------- | --------------------------------------------------------------------------------------------- | --------------------------------------------------------------------------------------------- | --------------------------------------------------------------------------------------------- | --------------------------------------------------------------------------------------------- | --------------------------------------------------------------------------------------------- | --------------------------------------------------------------------------------------------- | --------------------------------------------------------------------------------------------- | --------------------------------------------------------------------------------------------- | --------------------------------------------------------------------------------------------- | --------------------------------------------------------------------------------------------- |
| Temp. máx. abs. (°C)                                                                          | 28.0                                                                                          | 30.5                                                                                          | 33.0                                                                                          | 34.0                                                                                          | 33.0                                                                                          | 32.0                                                                                          | 31.5                                                                                          | 31.5                                                                                          | 29.0                                                                                          | 28.0                                                                                          | 28.0                                                                                          | 27.0                                                                                          | 34.0                                                                                          |
| Temp. máx. media (°C)                                                                         | 18.7                                                                                          | 19.2                                                                                          | 22.9                                                                                          | 25.0                                                                                          | 27.2                                                                                          | 27.8                                                                                          | 28.8                                                                                          | 26.5                                                                                          | 24.5                                                                                          | 22.6                                                                                          | 20.1                                                                                          | 18.2                                                                                          | 23.5                                                                                          |
| Temp. media (°C)                                                                              | 16.4                                                                                          | 17.6                                                                                          | 20.0                                                                                          | 21.4                                                                                          | 22.2                                                                                          | 23.9                                                                                          | 24.6                                                                                          | 23.5                                                                                          | 21.2                                                                                          | 20.4                                                                                          | 19.4                                                                                          | 15.1                                                                                          | 20.5                                                                                          |
| Temp. mín. media (°C)                                                                         | 10.2                                                                                          | 12.0                                                                                          | 15.2                                                                                          | 16.7                                                                                          | 19.2                                                                                          | 22.0                                                                                          | 22.3                                                                                          | 21.5                                                                                          | 19.9                                                                                          | 17.2                                                                                          | 15.7                                                                                          | 10.1                                                                                          | 16.8                                                                                          |
| Temp. mín. abs. (°C)                                                                          | −10.0                                                                                         | −8.0                                                                                          | −6.0                                                                                          | 1.0                                                                                           | 5.0                                                                                           | 9.5                                                                                           | 11.0                                                                                          | 14.2                                                                                          | 13.0                                                                                          | 7.0                                                                                           | 2.0                                                                                           | −11.5                                                                                         | −11.5                                                                                         |
| Precipitación total (mm)                                                                      | 93.6                                                                                          | 95.5                                                                                          | 99.9                                                                                          | 105.7                                                                                         | 107.3                                                                                         | 128.4                                                                                         | 191.0                                                                                         | 210.6                                                                                         | 190.6                                                                                         | 130.2                                                                                         | 96.0                                                                                          | 94.1                                                                                          | 1352.3                                                                                        |
| Nevadas (cm)                                                                                  | 1.0                                                                                           | 0.0                                                                                           | 0.0                                                                                           | 0.0                                                                                           | 0.0                                                                                           | 0.0                                                                                           | 0.0                                                                                           | 0.0                                                                                           | 0.0                                                                                           | 0.0                                                                                           | 0.0                                                                                           | 0.0                                                                                           | 1.0                                                                                           |
| Días de lluvias (≥ 0.1 mm)                                                                    | 10.2                                                                                          | 11.8                                                                                          | 11.4                                                                                          | 15.5                                                                                          | 17.7                                                                                          | 20.6                                                                                          | 25.9                                                                                          | 28.4                                                                                          | 22.2                                                                                          | 19.5                                                                                          | 15.1                                                                                          | 10.4                                                                                          | 208.7                                                                                         |
| Días de nevadas (≥ 1 mm)                                                                      | 0.1                                                                                           | 0                                                                                             | 0                                                                                             | 0                                                                                             | 0                                                                                             | 0                                                                                             | 0                                                                                             | 0                                                                                             | 0                                                                                             | 0                                                                                             | 0                                                                                             | 0.6                                                                                           | 0.7                                                                                           |
| Horas de sol                                                                                  | 99                                                                                            | 102                                                                                           | 125                                                                                           | 167                                                                                           | 163                                                                                           | 178                                                                                           | 194                                                                                           | 226                                                                                           | 167                                                                                           | 130                                                                                           | 101                                                                                           | 95                                                                                            | 1604                                                                                          |
| Humedad relativa (%)                                                                          | 97                                                                                            | 94                                                                                            | 98                                                                                            | 91                                                                                            | 96                                                                                            | 96                                                                                            | 93                                                                                            | 93                                                                                            | 99                                                                                            | 91                                                                                            | 98                                                                                            | 99                                                                                            | 85                                                                                            |
| Fuente: Servicio Meteorológico Nacional                                                       |                                                                                               |                                                                                               |                                                                                               |                                                                                               |                                                                                               |                                                                                               |                                                                                               |                                                                                               |                                                                                               |                                                                                               |                                                                                               |                                                                                               |                                                                                               |

## Administración y política
El gobierno de Nuevo León se divide en tres poderes: ejecutivo, legislativo y judicial. El poder ejecutivo descansa en un gobernador electo por voto directo para un período de seis años sin posibilidad de reelección. El gobernador para el período 2021-2027 es Samuel García quien representa a Movimiento Ciudadano. El poder legislativo descansa en el Congreso de Nuevo León compuesto por 42 diputados, de los cuales 26 son electos de manera directa y 16 por representación proporcional.
El congreso de Nuevo León es unicameral, y actualmente se encuentra presidido por la diputada Ivonne Álvarez, emanada del grupo legislativo del PRI. Por su parte, el poder judicial se divide en doce distritos judiciales dependientes de un Tribunal Superior de Justicia compuesto por 16 magistrados, los cuales son encabezados actualmente por el magistrado-presidente José Arturo Salinas Garza. Nuevo León fue el primer estado en México en aprobar los juicios orales, llevándose a cabo el primero en la ciudad de Montemorelos.
El 1 de enero de 2018, el secretario de gobierno, Manuel Florentino González Flores, asumió la gubernatura bajo la modalidad de interino, por un periodo de 6 meses, para cubrir la ausencia del gobernador Jaime Rodríguez Calderón, quien participó en las elecciones federales de 2018, como candidato independiente a la presidencia.

### División política
El estado está dividido en 51 municipios, entre los cuales el municipio de Monterrey es donde se concentra la mayor parte de la población. Los municipios son encabezados por el presidente municipal (alcalde), con un mandato de duración de tres años.

### Estructura del gobierno de Nuevo León

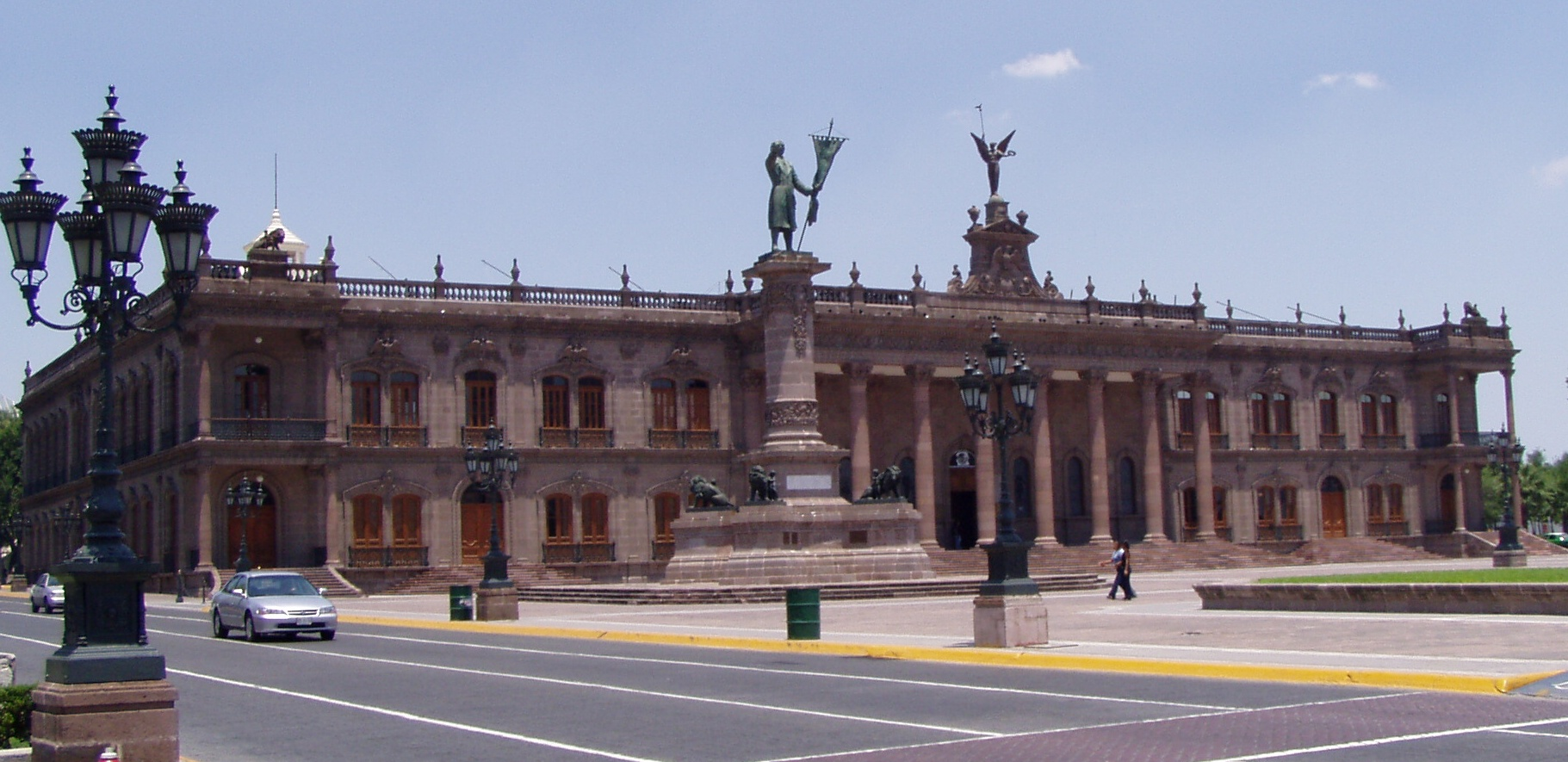
Palacio de gobierno de Nuevo León.

#### Poder ejecutivo
- Gobernador
- Administración central:

1. Secretaría General de Gobierno
2. Secretaría de Finanzas y Tesorería General del Estado
3. Oficina Ejecutiva del Gobernador
4. Secretaría de Seguridad Pública
5. Secretaría de Educación
6. Secretaría de Salud
7. Secretaría de Economía
8. Secretaría del Trabajo
9. Secretaría de Obras Públicas
10. Secretaría de Desarrollo Social

1. Secretaría de Desarrollo Sustentable
2. Contraloría y Transparencia Gubernamental
3. Consejería Jurídica del Gobernador

- Tribunales administrativos:

1. Junta Local de Concilación y Arbitraje
2. Tribunal de Arbitraje
3. Tribunal de Justicia Administrativa

#### Poder legislativo

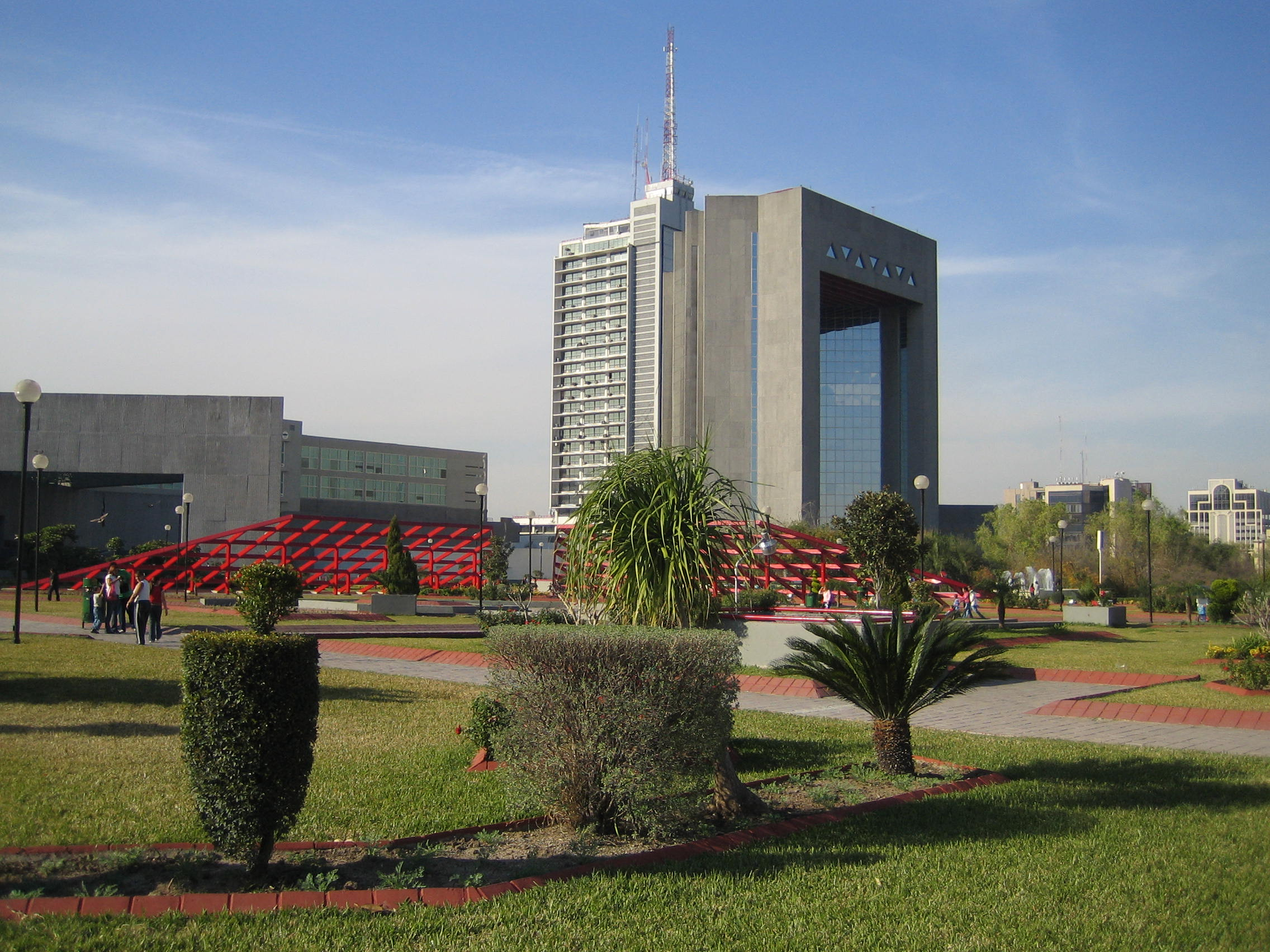
Tribunal Superior de Justicia del Estado con sede en Monterrey.

- H. Congreso del Estado de Nuevo León

1. Auditoría Superior del Estado de Nuevo León

#### Poder judicial
- H. Tribunal Superior de Justicia

1. Consejo de la Judicatura

#### Organismos autónomos
- Comisión de Transparencia y Acceso a la Información del Estado de Nuevo León
- Comisión Estatal de Derechos Humanos de Nuevo León (CEDHNL)
- Comisión Estatal Electoral
- Tribunal Electoral del Estado de Nuevo León
- Fiscalía General de Justicia de Nuevo León
- Universidad Autónoma de Nuevo León
- Servicios de Agua y Drenaje de Monterrey

## Municipios
Nuevo León está compuesto por 51 municipios: Abasolo, Agualeguas, Los Aldamas, Allende, Anáhuac, Apodaca, Aramberri, Benito Juárez, Bustamante, Cadereyta Jiménez, El Carmen, Cerralvo, Ciénega de Flores, China, Doctor Arroyo, Doctor Coss, Doctor González, Galeana, García, General Bravo, General Escobedo, General Terán, General Treviño, General Zaragoza, General Zuazua, Guadalupe, Los Herreras, Hidalgo, Higueras, Hualahuises, Iturbide, Lampazos de Naranjo, Linares, Marín, Melchor Ocampo, Mier y Noriega, Mina, Montemorelos, Monterrey, Parás, Pesquería, Los Ramones, Rayones, Sabinas Hidalgo, Salinas Victoria, San Nicolás de los Garza, San Pedro Garza García, Santa Catarina, Santiago, Vallecillo y Villaldama.

### Área metropolitana de Monterrey

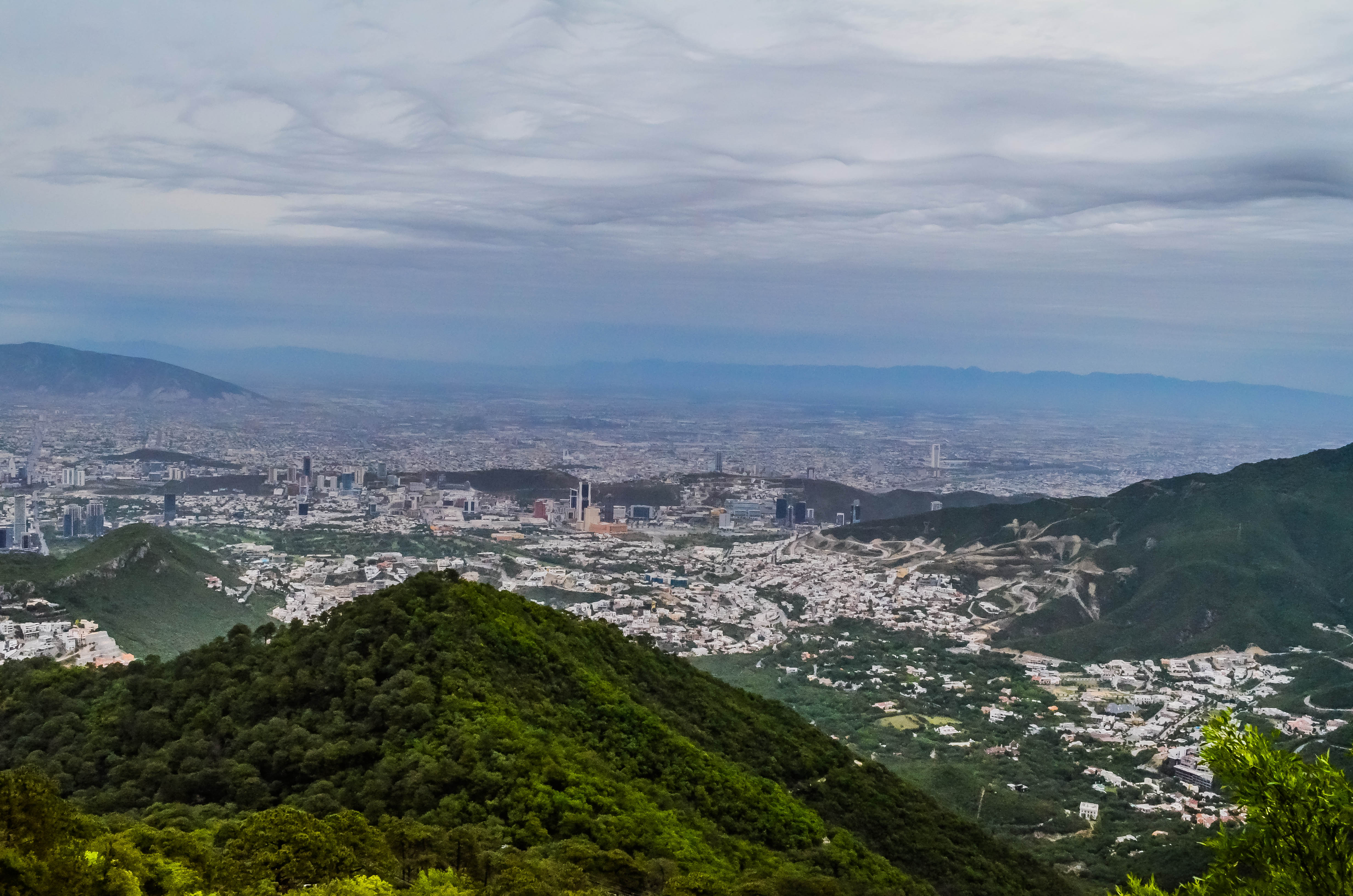
San Pedro Garza García.

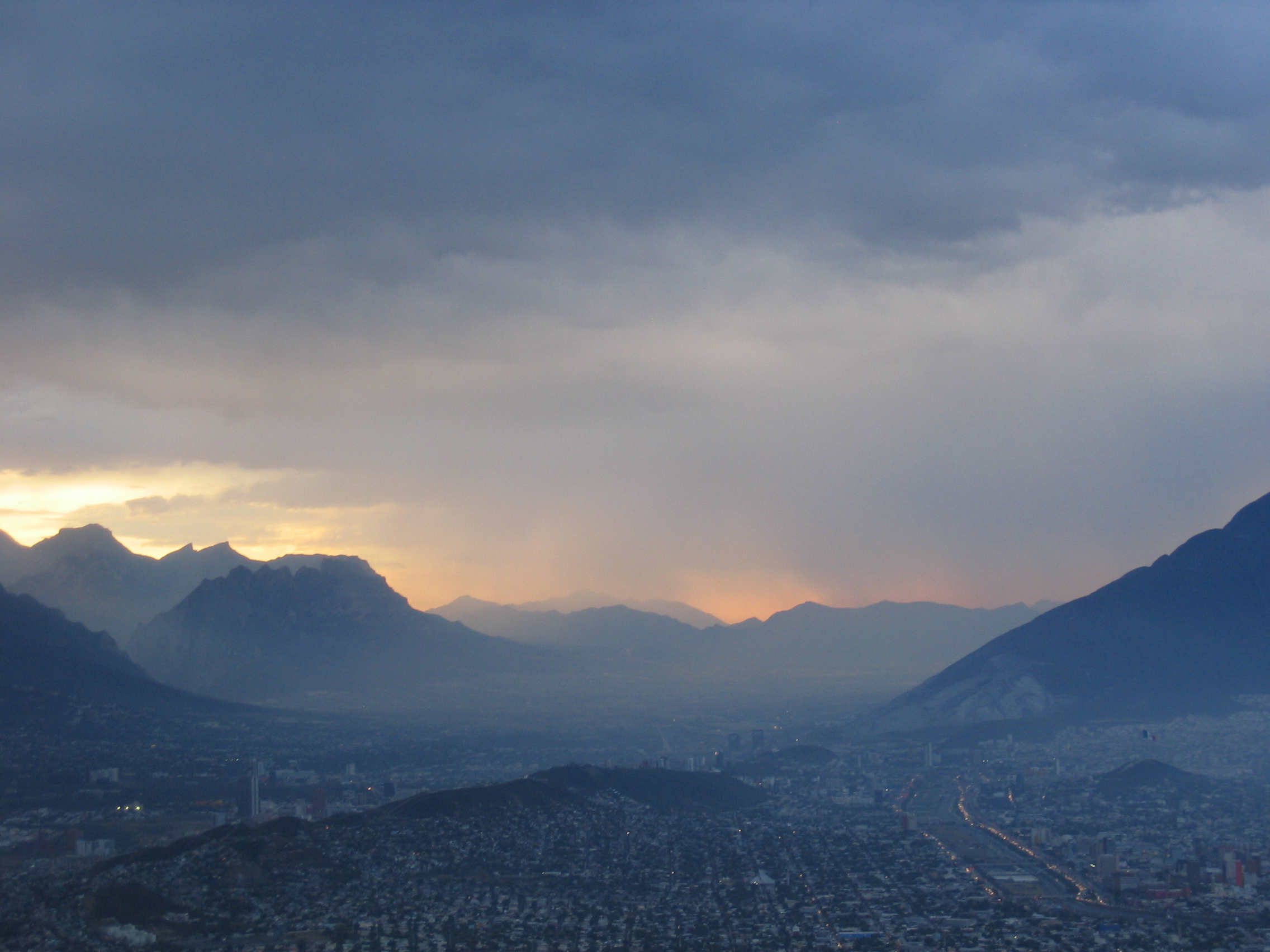
Monterrey.

El área metropolitana de Monterrey es la segunda urbanización más poblada de México, con más de 5.3 millones de habitantes. Está conformada por 18 municipios, siendo la segunda en extensión territorial en México:
- Ciudad Apodaca
- García
- Ciudad General Escobedo
- Guadalupe
- Ciudad Benito Juárez
- Monterrey
- Santa Catarina
- San Nicolás de los Garza
- San Pedro Garza García
- Santiago
- Cadereyta Jiménez
- Salinas Victoria

### Región Periférica
Esta región forma un anillo que envuelve al área metropolitana. Debido al alto crecimiento de la mancha urbana de Monterrey, ha tenido un crecimiento de 25 ha por semana del año 2000 al 2006. Es decir, del año 2000 a la fecha la mancha urbana ha aumentado 8847 ha, lo que representa aproximadamente la superficie total de San Nicolás de los Garza.
Los municipios de la Región Periférica que están próximos al área metropolitana de Monterrey son:
- Abasolo
- Ciénega de Flores
- Doctor González
- El Carmen
- General Zuazua
- Hidalgo
- Higueras
- Marín
- Mina
- Pesquería

### Región Citrícola

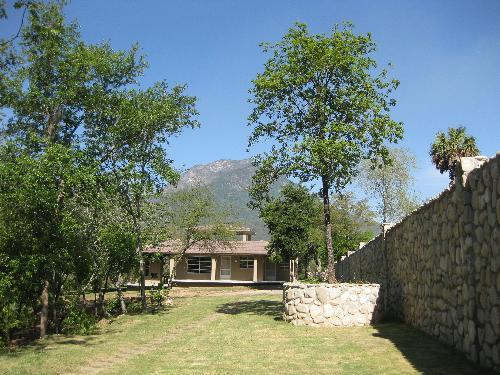
Rancho en Montemorelos. Es muy común ver este tipo de viviendas en el interior del estado.

La Región Citrícola, situada cerca de la Sierra Madre Oriental es favorecida por un ecosistema con paisajes verdes y floridos, así como un clima semicálido y una precipitación pluvial media anual de aproximadamente 1000 mm. Gracias a ello prospera el cultivo de cítricos; específicamente la naranja, el limón y la toronja.
La Región Citrícola está formada por los siguientes 6 municipios:
- Allende
- General Terán
- Hualahuises
- Linares
- Montemorelos
- Rayones

### Región Norte
La mayor parte de esta región está comprendida por llanuras, encerradas al suroeste por estribaciones de la Sierra Madre Oriental. Su temperatura es cálida y seca la mayor parte del año y la mayoría de los ríos en esta zona son intermitentes, llevando caudal solamente en época de lluvias.
La Región Norte está formada por los siguientes 17 municipios:
- Agualeguas
- Anáhuac
- Bustamante
- Cerralvo
- China
- Doctor Coss
- General Bravo
- General Zuazua
- General Treviño
- Lampazos de Naranjo
- Los Aldamas
- Los Herreras
- Los Ramones
- Melchor Ocampo
- Parás
- Sabinas Hidalgo
- Vallecillo
- Villaldama

### Región Sur
La Región Sur es atractiva por sus densos bosques que tapizan sus montañas. Goza de un clima fresco y agradable que contrasta con el árido y seco de otras regiones del estado.
La Región Sur está formada por los siguientes 6 municipios:
- Aramberri
- Doctor Arroyo
- Galeana
- General Zaragoza
- Iturbide
- Mier y Noriega

## Economía
El estado concentra 213 grupos industriales, la mayoría con sede en Monterrey y su área metropolitana. Entre los principales destacan la Cervecería Cuauhtémoc Moctezuma, con exportaciones a decenas de países; Cemex, la tercera cementera más grande del mundo; FEMSA, la compañía de bebidas embotelladas más grande del mundo; Banorte servicios bancarios y Alfa, con operaciones en la industria petroquímica y de alimentos.
La industria manufacturera, aunque aún importante, está cediendo espacio a una economía basada en la información y los servicios, incluyendo el turismo. En los últimos años se están haciendo esfuerzos por atraer inversión en los sectores de biotecnología, mecatrónica y aeronáutica con la creación del PIIT (Parque de Investigación e Innovación Tecnológica), estrategia clave dentro del programa Monterrey Ciudad Internacional del Conocimiento, además de programas de vinculación de la industria con los programas universitarios.

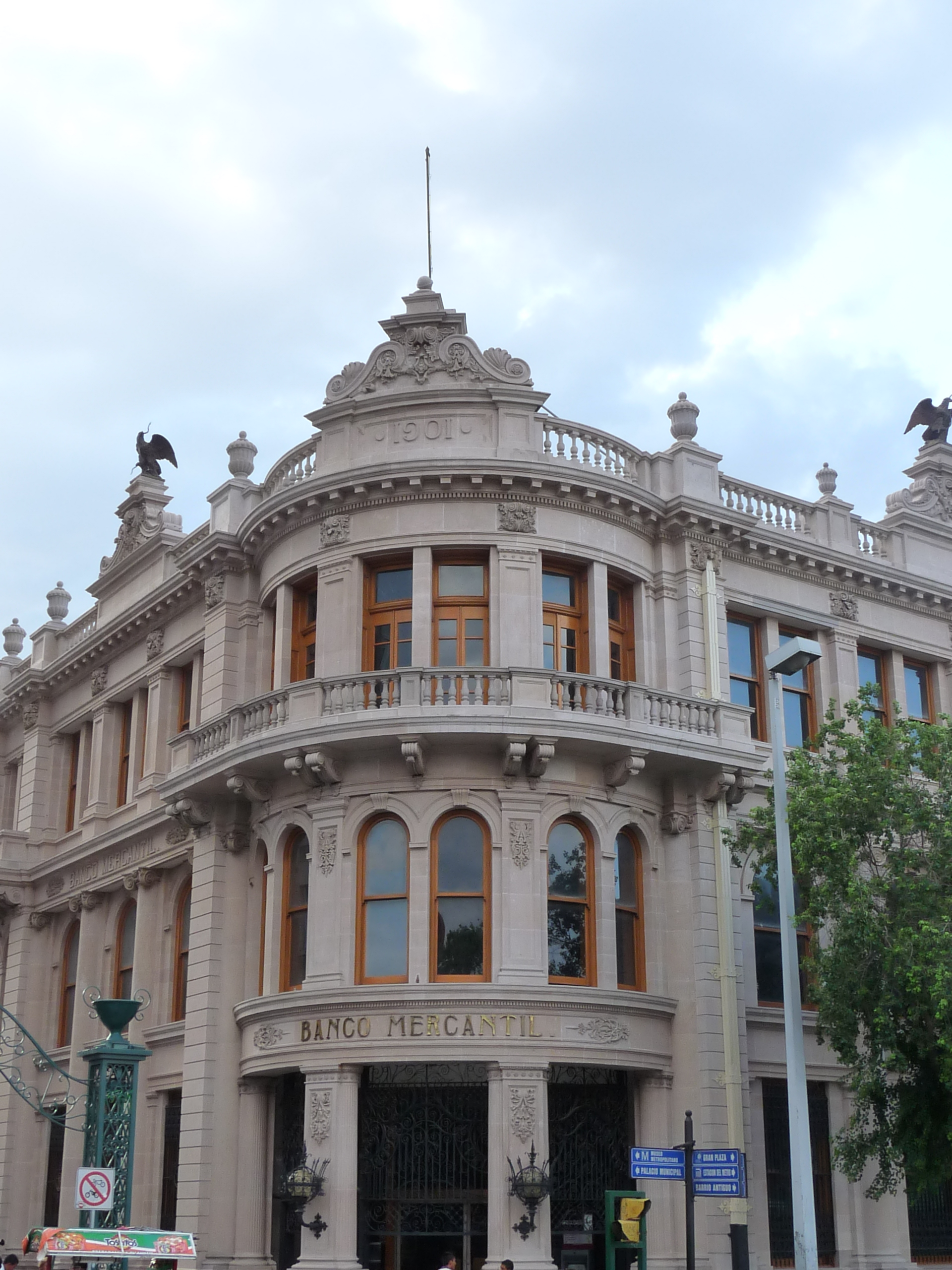
Fachada del Banco Mercantil de Monterrey S. A.

En el centro del estado se encuentra la rica región citrícola, constituida por los municipios de Allende, Montemorelos, General Terán, Hualahuises y Linares. En esta región se concentra el cultivo de la naranja, cereales diversos, y la agroindustria asociada a estos productos.
El estado de Nuevo León contribuye al PIB nacional con el 7.5 %, equivalente a 652 000 millones de pesos (62 328 millones de dólares), ocupando el tercer lugar entre las Entidades Federativas (después de Ciudad de México y el Estado de México).
En las actividades productivas en las que destaca el estado, se encuentran la industria manufacturera, que provee para el país el 7.5 % nacional (104 250 millones de pesos o 9478 millones de dólares), ocupando el tercer lugar. En el sector servicios, aportó el 7.1 % (equivalente a 244 360 millones de pesos o 22 214 millones de dólares) ocupando segundo lugar nacional. Destaca poco en el rubro agropecuario, pues solo aporta el 2.7 % del total nacional, ocupando con esto el lugar 17.

## Transportes y movilidad

### Aeropuertos

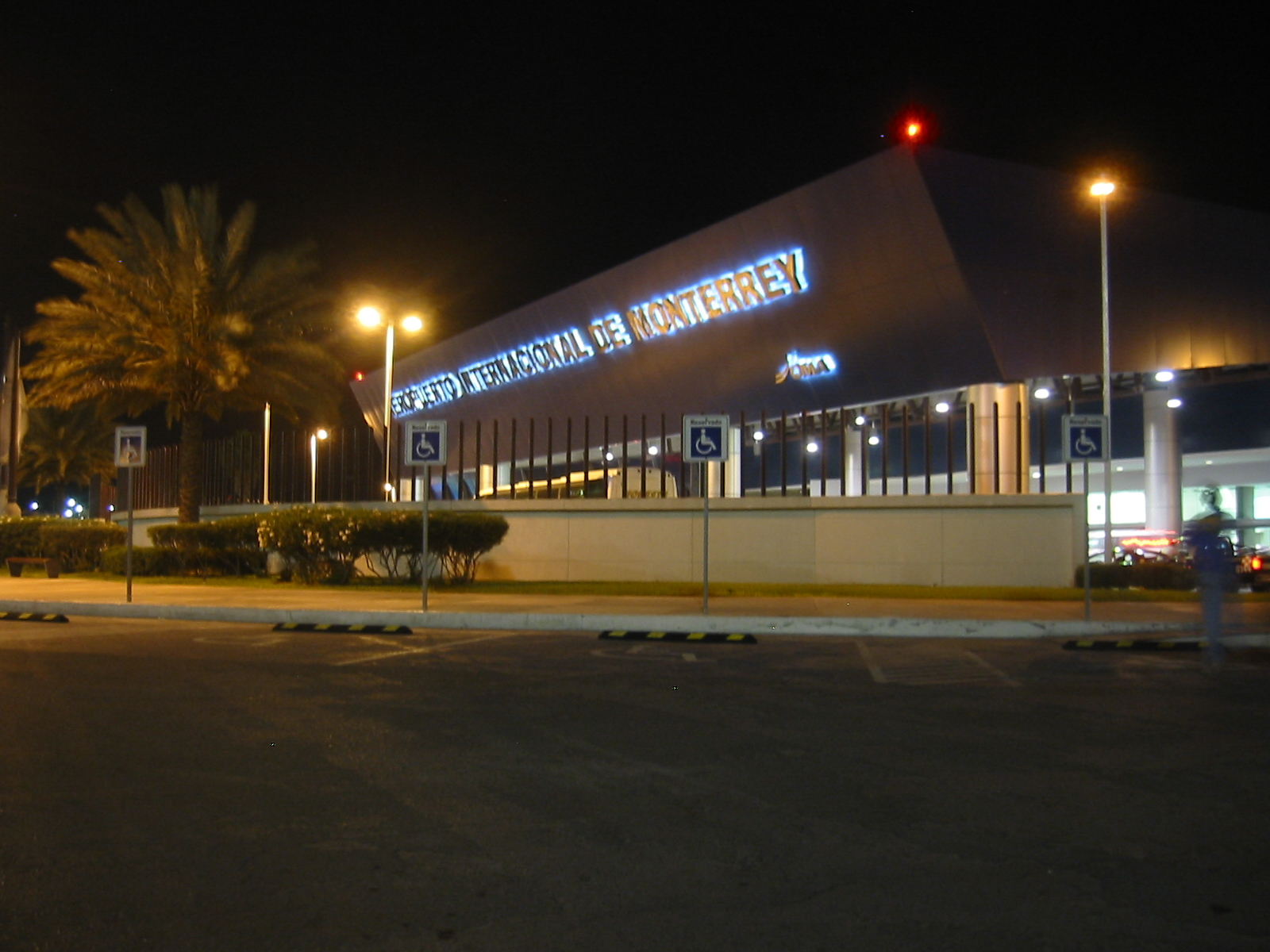
Aeropuerto Internacional de Monterrey.

El Aeropuerto Internacional Mariano Escobedo o Aeropuerto Internacional de Monterrey (IATA: MTY, OACI: MMMY), en el municipio de Apodaca, es el principal puerto de entrada aérea al estado de Nuevo León y junto al Aeropuerto Internacional del Norte también ubicado en dicho municipio, se encarga de las operaciones nacionales e internacionales de la Zona Metropolitana de Monterrey.
El aeropuerto es considerado como uno de los aeropuertos más modernos de América del Norte pudiendo atender hasta 8 millones de pasajeros al año. Ochenta y siete por ciento del tráfico de pasajeros es doméstico, principalmente de las ciudades de México, Guadalajara, Chihuahua y Tijuana, y el trece por ciento del tráfico de pasajeros es internacional, principalmente de las ciudades estadounidenses de Dallas, Houston, Atlanta, Chicago y Los Ángeles.
Cuenta con casi 300 vuelos diarios hacia más de 35 destinos en México, América del Norte y Europa. Es considerado el cuarto aeropuerto del país en términos de pasajeros atendidos y operaciones por año, después del Aeropuerto Internacional de la Ciudad de México, del Aeropuerto Internacional de Cancún y del Aeropuerto Internacional de Guadalajara. El aeropuerto sirve como centro de conexiones de Aeroméxico, Aeroméxico Connect y Viva. Las terminales del aeropuerto fueron renovadas y expandidas en el 2003 y nuevamente en el 2007. El aeropuerto transportó a 6 586 190 de pasajeros en el 2008 y a 5 199 895 en el 2009.

### Metro

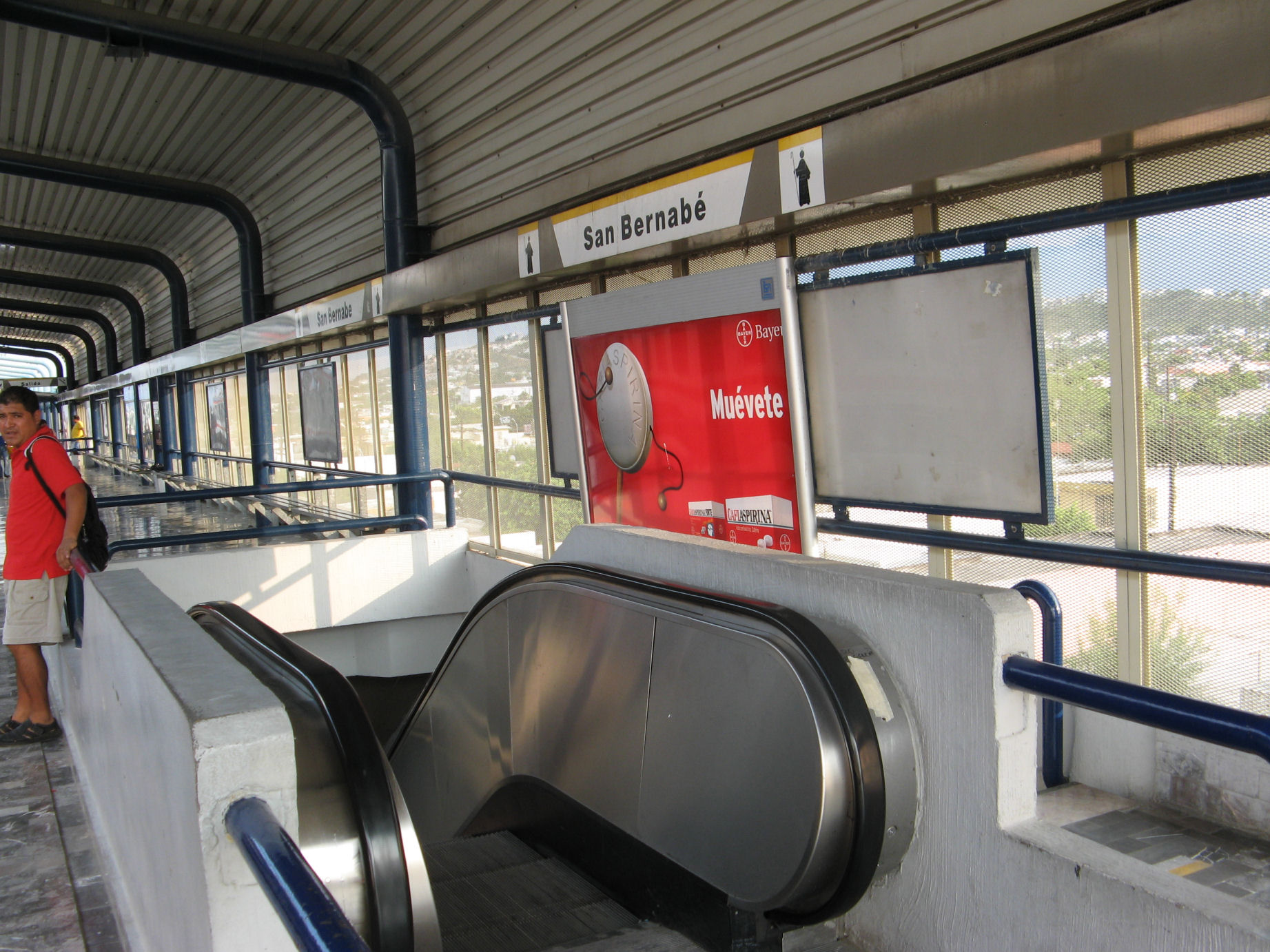
Estación de San Bernabé (Metrorrey)

El Metrorrey es un sistema de trenes ligeros eléctricos presente en la ciudad de Monterrey. Cruza de oriente a poniente la ciudad de Monterrey, así como parte del municipio de Guadalupe. De norte a sur une actualmente al municipio de Escobedo con la Macroplaza (donde se sitúa la estación terminal Zaragoza) en el municipio de Monterrey.
El crecimiento del sistema fue detenido por poco más de 11 años, por lo que ha sido insuficiente para las necesidades de una ciudad en constante crecimiento. Fue hasta mediados de 2005 que se inició la construcción de la ampliación para la línea 2. Actualmente cuenta con 3 líneas en operación y desde el año 2022 se encuentran en construcción las líneas 4, 5 y 6.
Metrorrey es una empresa pública descentralizada del Gobierno del Estado de Nuevo León. Fue constituida el 9 de noviembre de 1987, según el decreto 118 emitido por el H. Congreso del Estado, con la finalidad de llevar a cabo las acciones necesarias para construir, operar, administrar y mantener el servicio público de transporte colectivo del Metro de Nuevo León, bajo la denominación de Sistema de Transporte Colectivo Metrorrey.

### Transporte Urbano
El transporte urbano de Nuevo León cuenta con alrededor de 130 rutas urbanas de distintas denominaciones. El sistema de pago es mediante la tarjeta Feria (el costo del pasaje varía por ruta) y se cuenta con la opción de pago en efectivo, teniendo un costo de $12 pesos mexicanos por viaje.
Todas las rutas con un número asignado, así como un ramal (en caso de ser necesario). Es común ver letreros o banderas de los siguientes tipos en la parte superior del frente de las unidades:
- A-6: Bandera de la Ruta Alimentadora 6, la cual alimenta al sistema Ecovía.
- R-70: Bandera de la Ruta 70, la cual posee un único ramal por lo cual no es necesario agregar el ramal en la bandera.
- R-223 Las Torres: Bandera de la Ruta 223 ramal Las Torres, esta ruta posee varios ramales y es necesario indicar en la bandera el ramal asignado a la unidad.
- Ruta Express El Jaral: Bandera de una unidad de Ruta Express, estas rutas no tienen un número asignado por lo cual es necesario indicar el ramal asignado en la bandera.

Las denominaciones de las rutas son las siguientes:
- Rutas Radiales: Comúnmente terminan su recorrido en el centro de Monterrey.
- Rutas Periféricas: Recorren tres o más municipio.
- Rutas Microbús: Utilizan unidades pequeñas y suelen tener recorridos cortos.
- Rutas Metrobús: Alimentan al sistema Metrorrey con el pago de un boleto que incluye el servicio de metro.
- Rutas Intramunicipales: Recorren un solo municipio.
- Rutas Suburbanas: Sus recorridos van a municipios que se encuentran fuera de la Zona Metropolitana de Monterrey, estas rutas se diferencían del resto debido a su tarifa va desde los $12 hasta los $100 pesos mexicanos según el trayecto que se realice.
- Rutas Alimentadoras: Durante el 2014 se puso en marcha el proyecto de rutas alimentadoras en el corredor Lincoln-Ruiz Cortinez con el fin de proveer un fácil acceso al sistema Ecovía. Se pusieron en servicio diversas rutas con esta función las cuales fueron poco a poco desapareciendo. En 2023 únicamente circulan dos de estas rutas, las cuales corren hacia el municipio de Santa Catarina (A6 y A202).
- Rutas Express: Algunas de las rutas del estado pertenecen al Instituto de Movilidad y Accesibilidad de Nuevo León (IMANL), son conocidas como MuevoLeón y tienen diversos recorridos, además de no contar con un número en algunos casos. Al igual que las rutas suburbanas tienen su propia tarifa de $15 pesos mexicanos por viaje, además de tener la diferencia de no aceptar el pago con tarjeta Feria, pues emplean el pago con la tarjeta MIA utilizada en el sistema Metrorrey.

## Demografía
Según los datos que arrojó el II Censo de Población y Vivienda realizado por el Instituto Nacional de Estadística y Geografía (INEGI) con fecha censal del 12 de junio de 2010, el estado de Nuevo León contaba hasta ese año con un total de 4 653 458 habitantes. De dicha cifra, 2 320 185 eran hombres y 2 333 273 eran mujeres. La tasa de crecimiento anual para la entidad durante el período 2005-2010 fue del 2.1 %.
El II Conteo de Población y Vivienda de 2005 arrojaba que el 22.9 % de la población no es originaria de la entidad. La tasa media anual de crecimiento poblacional es de 1.47 % y se esperan cerca de 5 189 459 habitantes para el año 2015. La edad promedio es de 24 años, la esperanza promedio de vida al nacer es de 77 años, 9.4 de cada 100 matrimonios se divorcian y el 99 % de las mujeres en edad fértil conocen al menos un método anticonceptivo.
El 94 % de la población del estado vive en áreas urbanas con más de 2500 habitantes.
Casi el 88 % de la población del estado se concentra en el área metropolitana de Monterrey. Las planicies del norte y oriente del estado, así como las comunidades del altiplano en el sur del estado han presentado un crecimiento demográfico nulo o negativo, gracias a la persistente migración hacia Monterrey. Sólo la Región Citrícola ha presentado un crecimiento demográfico sostenido y actualmente cuenta con una población cercana a los 200 000 habitantes.
Las principales causas de muerte para el año 2001 fueron las enfermedades cardíacas (21.6 %), varios tipos de cáncer (15.3 %) y las enfermedades relacionadas con la diabetes mellitus (9.5 %).
De acuerdo al censo 2010 del INEGI, el 82.39 % de la población (3 834 212 personas) es católica, y el 10.26 % (477 254 personas) es cristiana de otras denominaciones, entre las que destacan los evangélicos, los protestantes tradicionales, los testigos de Jehová, mormones y adventistas del Séptimo Día. El 4.13 % (192 259 personas) no tiene religión. Existe también una importante comunidad judía en Monterrey.

### Municipios más poblados
| Los 20 municipios más poblados (2020) |                          |                    |           |
| Posición                              | Municipio                | Cabecera municipal | Población |
| 1                                     | Monterrey                | Monterrey          | 1,142,994 |
| 2                                     | Apodaca                  | Apodaca            | 656,464   |
| 3                                     | Guadalupe                | Guadalupe          | 643,143   |
| 4                                     | General Escobedo         | Escobedo           | 481,213   |
| 5                                     | Juárez                   | Juárez             | 471,523   |
| 6                                     | San Nicolás de los Garza | San Nicolás        | 412,199   |
| 7                                     | García                   | García             | 397,205   |
| 8                                     | Santa Catarina           | Santa Catarina     | 306,322   |
| 9                                     | Pesquería                | Pesquería          | 147,624   |
| 10                                    | San Pedro Garza García   | San Pedro          | 132,169   |
| 11                                    | Cadereyta                | Cadereyta          | 122,337   |
| 12                                    | El Carmen                | Carmen             | 104,478   |
| 13                                    | General Zuazua           | Zuazua             | 102,149   |
| 14                                    | Salinas Victoria         | Salinas            | 86,766    |
| 15                                    | Linares                  | Linares            | 84,666    |
| 16                                    | Ciénega de Flores        | Ciénega            | 68,747    |
| 17                                    | Montemorelos             | Montemorelos       | 67,428    |
| 18                                    | Santiago                 | Santiago           | 46,784    |
| 19                                    | Galeana                  | Galeana            | 40,903    |
| 20                                    | Doctor Arroyo            | Doctor Arroyo      | 36,088    |
| 21                                    | Allende                  | Allende            | 35,289    |
| 22                                    | Sabinas Hidalgo          | Sabinas            | 34,709    |

### Inmigración
Nuevo León ha tenido un crecimiento de la población por inmigrantes no solo internos, sino también de otros países.
Algunos de los principales estados de los que cambian su residencia para trabajar[cita requerida] son:
- 20.53 % de San Luis Potosí
- 10.12 % de Coahuila
- 17.65 % de Veracruz
- 7.88 % de Jalisco
- 9.72 % de Chihuahua
- 7.75 % de Ciudad de México
- 19.64 % de Tamaulipas
- 6.68 % de Sinaloa
- 5 % de algún otro estado de México

### Etnicidad
Con respecto a la etnia, predomina el mestizo como grupo mayoritario, resultado del mestizaje entre las poblaciones indígenas originarias de la región y los colonizadores europeos, principalmente españoles. No obstante, se estima que aproximadamente un 40 % de la población del estado muestra un componente genético europeo, mientras que cerca del 43 % de los habitantes muestran un componente genético amerindio, evidencia de la fuerte herencia indígena presente en amplios sectores de la población neoleonesa, incluso entre quienes no se identifican culturalmente como indígenas.
Además, el 1.7 % de los habitantes del estado tiene ascendencia africana, lo que representa a 97 603 personas que se autorreconocen como afromexicanos o afrodescendientes según el censo más reciente. Esta población ha crecido en visibilidad en las últimas décadas y se concentra en diferentes municipios del estado, con una presencia histórica que se remonta a la época virreinal, siendo en su mayoría comunidades descendientes de esclavos liberados, cimarrones y mulatos.

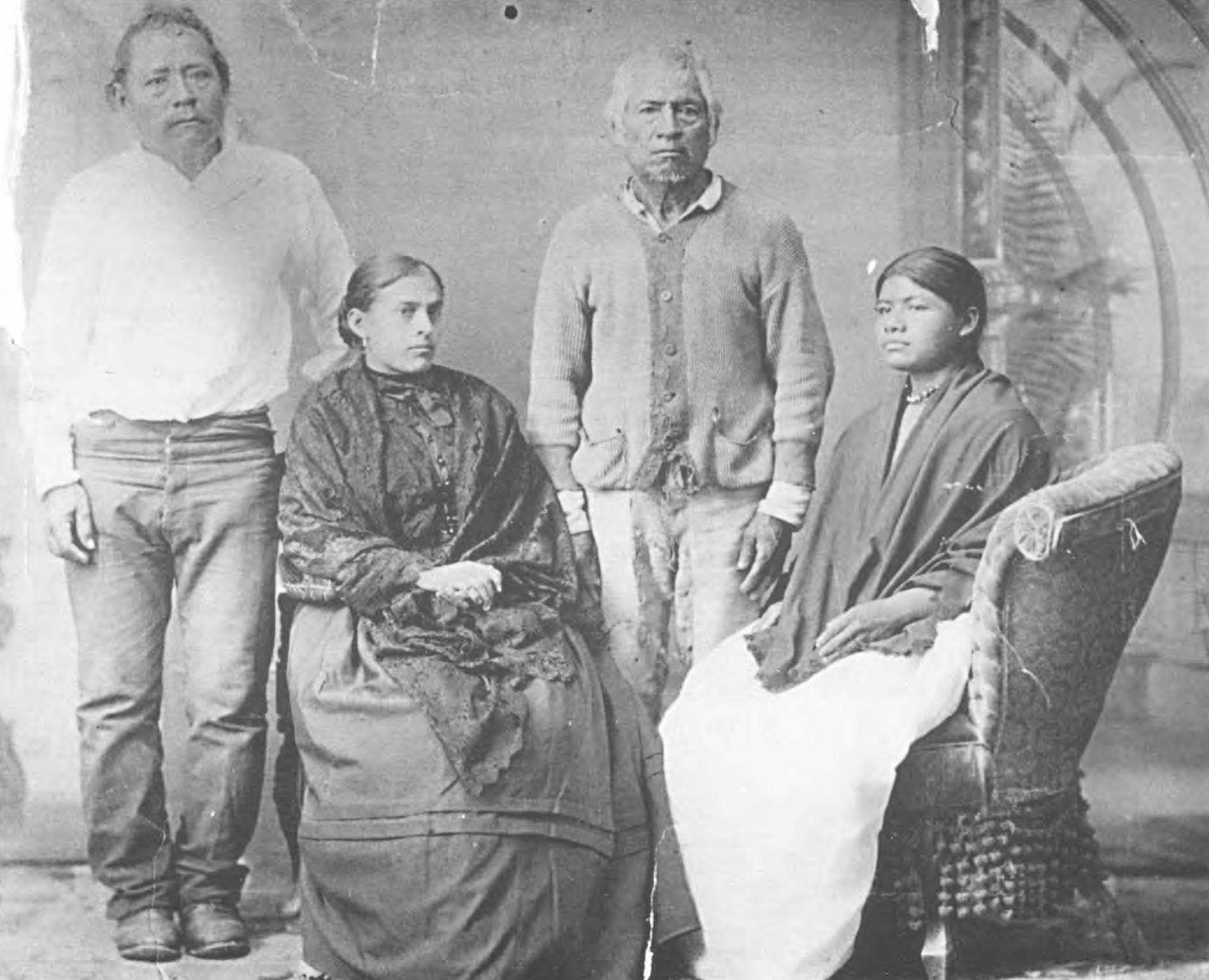
Retrato de una familia neoleonesa indígena nahua tlaxcalteca (1890)

Desde su fundación por Luis de Carvajal, la mayor parte de los indígenas de Nuevo León —principalmente grupos nómadas como los alazapas, carrizos, gualagüises, entre otros— fueron progresivamente asimilados en la sociedad mestiza. Aun así, hoy en día 6.4 % de los habitantes del estado se autorreconocen como indígenas, lo que representa a 370 204 personas. Estos se concentran mayormente en los municipios de Monterrey, García, General Escobedo, Apodaca, Pesquería, General Zuazua, Santa Catarina, Juárez y Guadalupe.
El municipio de Monterrey cuenta con una población indígena de 18 918 personas, mientras que el municipio de García tiene una población indígena de 18 162. En General Escobedo existen 12 383 personas que se consideran indígenas, mientras que, en Apodaca, General Zuazua, Santa Catarina, Juárez y Guadalupe, existen unas poblaciones de 9094, 3774, 7743, 15 484 y 8957 personas indígenas respectivamente.

### Idiomas
En la época prehispánica, los pueblos indígenas nómadas del estado hablaban una gran variedad de lenguas. De los pueblos más conocidos se sabe que los alazapas, los rayados y los pintos hablaban coahuilteco, los gualagüises hablaban huachichil y los carrizos hablaban mamulique. Otras lenguas indígenas de las que se tiene noticia son el pame, el lipán, el comanche, el tamaulipeco, el quinigua y el janambre. Con la colonización de Nuevo León, el español se empezó a hablar por primera vez en el territorio por parte de los conquistadores españoles. Asimismo, el náhuatl fue traído por los colonizadores tlaxcaltecas, principalmente a los municipios de Guadalupe y Bustamante, lo que dio origen a una nueva variedad local, el náhuatl neotlaxcalteca.
En la actualidad, el español es el idioma mayoritario de la población del estado. Además, Nuevo León se encuentra entre las 5 entidades del país con mayor dominio del inglés. Por otra parte, debido a la migración de Corea del Sur, el coreano está adquiriendo cada vez más importancia como idioma de negocios. Debido a esto, la UANL comenzó a implementar clases de coreano en el Centro de Estudios Asiáticos.
Acerca de las lenguas autóctonas de México, en el estado hay 77 945 personas que hablan alguna lengua indígena según el censo de 2020, lo que representa el 1.4 % de la población, cifra que aumenta cada año. Asimismo, Nuevo León es el estado con mayor porcentaje de hablantes de 15 a 19 años, con un 54.5 % en 2005. Los cuatro idiomas originarios más hablados en la actualidad son el náhuatl (con 44 977 hablantes), el tének (con 16 532), el zapoteco (con 2161) y el otomí (con 2154).
Para la prevalencia de las lenguas indígenas, Nuevo León cuenta con un Departamento de Educación Indígena para atender a la población escolar hablante con maestros de las lenguas autóctonas más habladas. Se busca que los alumnos conserven su herencia prehispánica al mismo tiempo que aprenden español e inglés, por lo que se han implementado programas de educación bilingüe-indígena en donde los integrantes de las comunidades nativas estudian.
Desde 2020, debido al creciente número de hablantes de náhuatl, el Instituto Estatal de Transparencia y Acceso a la Información de Nuevo León (InfoNL) pone a disposición de la población una sección totalmente en náhuatl para dar accesibilidad a todos los ciudadanos de la entidad. Para la enseñanza de las lenguas en Monterrey, el centro «Raíces: Escuela de Lenguas Maternas» imparte clases de náhuatl, entre otros idiomas nativos y extranjeros.
En noviembre de 2021, el municipio de Escobedo anunció que un apartado en su sitio web oficial con información de interés público estará disponible en náhuatl, beneficiando con ello a los habitantes de origen indígena en la ciudad. En 2024, el gobierno estatal anunció la implementación de la línea de atención ciudadana en náhuatl para poder brindar servicio a la comunidad hablante. Además, con el objetivo de visibilizar la diversidad lingüística de Nuevo León, se realizó el Festival Neolonés de la Lengua Materna, donde se abordaron las experiencias de las lenguas en el estado.

## Educación

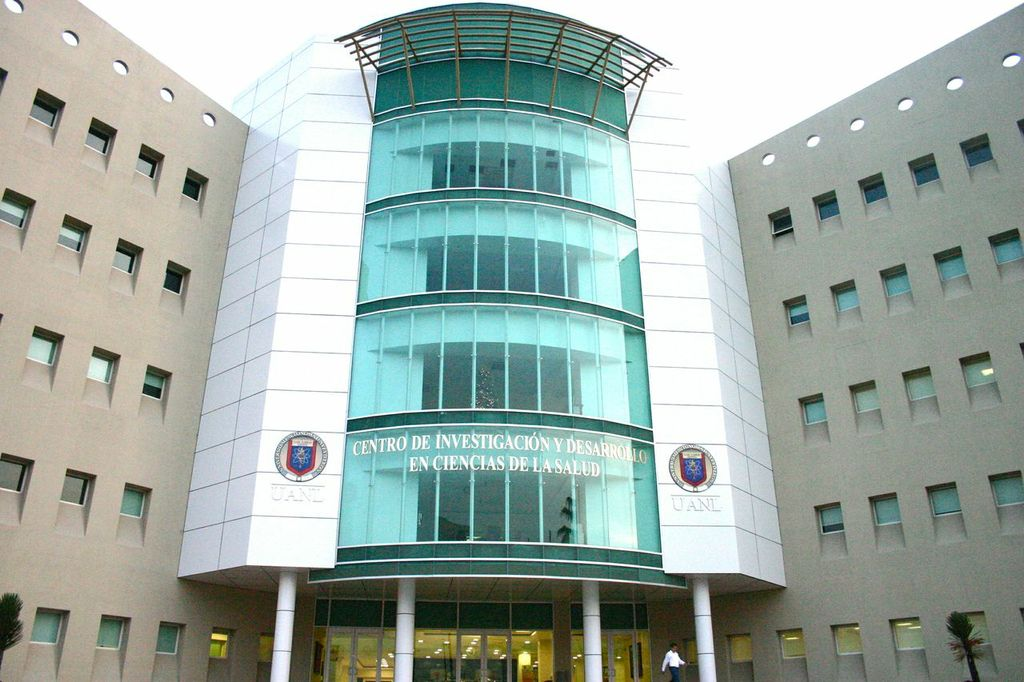
CIDICS UANL.

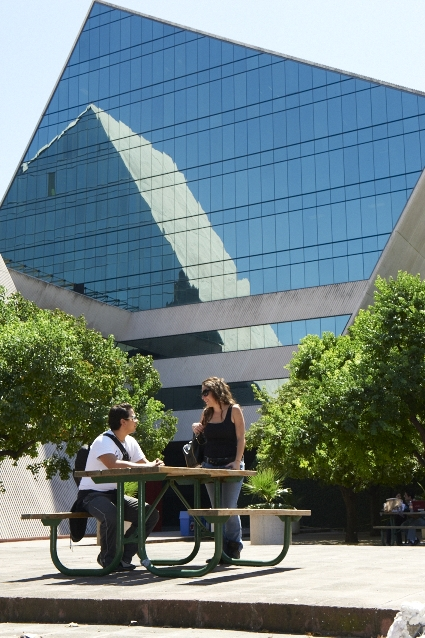
ITESM.

Nuevo León tiene uno de los niveles de escolaridad más altos de México (9.5 años - 1.er año de preparatoria). El 30 % de la población son estudiantes, 13 % son universitarios.
Sin embargo, según los resultados publicados por el Instituto Nacional de Evaluación de la Educación , los niveles alcanzados en Español y Matemáticas por los escolares de los últimos años de educación primaria y secundaria son similares a las del promedio nacional. Especial mención merece el hecho de que en español las escuelas primarias rurales del estado están por encima del promedio, mientras que en Matemáticas las secundarias técnicas están por debajo de él. Sólo el 2 % de la población es analfabeta.
El estado es sede de la Universidad Autónoma de Nuevo León (UANL), una de las universidades públicas más prestigiosas del país, de la Universidad de Monterrey (UDEM) una de las universidades de inspiración católica más importantes de América Latina y del Instituto Tecnológico y de Estudios Superiores de Monterrey (ITESM), la universidad privada más importante del país y una de las más importantes de América Latina. Además, cuenta con la Universidad Regiomontana (UR), Universitario Insuco (INSUCO), la Universidad del Norte (UN), Universidad Interamericana del Norte (UIN) la Universidad del Valle de México (UVM), la Universidad Humanista de las Américas (UHA), el Centro de Estudios Universitarios (CEU), la Universidad Metropolitana de Monterrey (UMM), la Universidad de Montemorelos, ubicada en el municipio homónimo, el Instituto Tecnológico de Nuevo León (ITNL), la Centenaria y Benemérita Escuela Normal "Miguel F. Martínez", formadora de profesores de educación primaria y preescolar y la Escuela Normal Superior "Profr. Moisés Sáenz Garza", institución pública formadora de profesores de educación secundaria, entre otras.

## Cultura

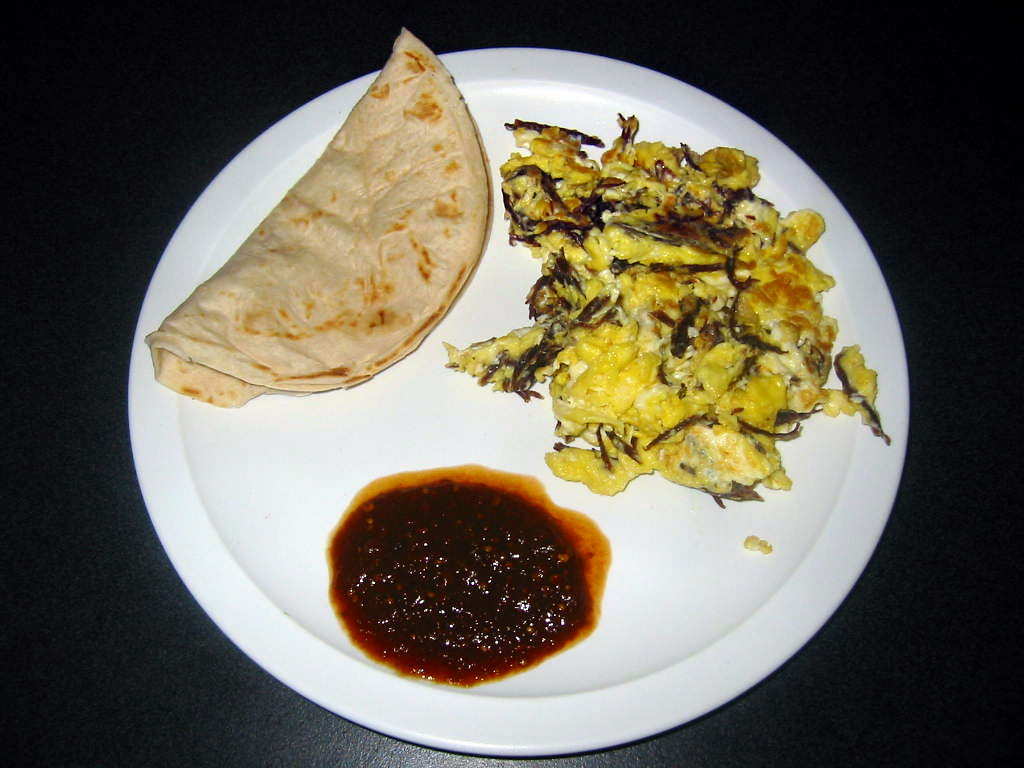
Machacado con huevo

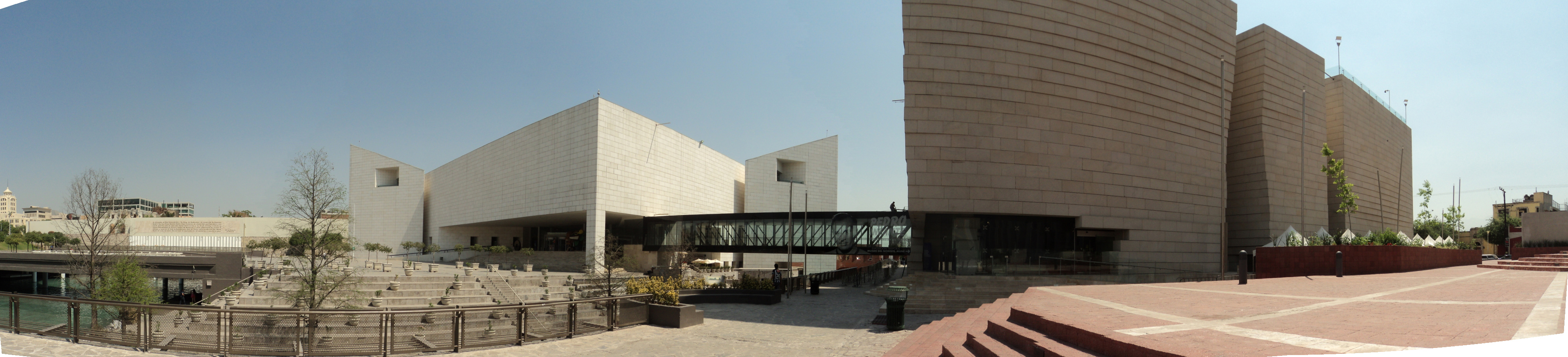
Museo de Historia Mexicana y Museo del Noreste.

Tiene importantes influencias españolas e indígenas, las cuales comparte con el resto de la nación, así como germanas y eslavas, además de sefarditas. Algunos platillos tradicionales son el machacado con huevo, el cabrito en diferentes modalidades como el tradicional cabrito al pastor y la carne seca.
Esta última de origen presumiblemente indígena de la región debido a las difíciles condiciones climáticas desérticas y la falta de tecnologías refrigerantes para la conservación de alimentos. El método central para solucionar tal problema, es por medio del uso de la sal como deshidratador, tal necesidad de conservar los alimentos por largo tiempo surge por los constantes enfrentamientos armados contra indígenas y filibusteros estadounidenses. El machacado con huevo es la combinación de huevo con carne seca (y algunos condimentos según el gusto).
La cultura de Nuevo León, como todas las culturas, se ha ido desarrollando por las circunstancias peculiares de sus sistemas geográficos y climáticos. Debido a sus temperaturas altas en el verano, se ha ido desarrollando una cultura "fría" o de industrias "frías",[cita requerida] desarrollándose la industria de las bebidas refrescantes, gracias a la búsqueda de medios para mitigar el calor por parte del consumidor; a la par, esto ha desincentivado el adquirir costumbres como tomar café frappé o té helado.[cita requerida]
Las comidas frías también son una constante: ensaladas, carnes frías como el jamón y salchicha de pavo; combinadas forman una excelente dieta. A la par, una combinación de frío con calor es el famoso taco o tostada Siberia. Últimamente se han mitigado un poco por la influencia estadounidense de las comidas rápidas, como hamburguesas y hot dogs. Esto, debido a que Nuevo León, al ser un centro industrial y financiero, lleva una vida "ajetreada", requiriendo comidas rápidas. La cultura fría o el gusto por lo frío, ha incentivado la industria de los helados.[cita requerida] Existe una variedad de empresas de este tipo, pero las más conocidas son Helados Santa Clara y Helados Sultana.[cita requerida]
La música regional contiene importantes influencias germánicas. Se acompaña de acordeón y consiste en redobas y polkas inspiradas en los tradicionales ritmos de la República Checa. Asimismo, Nuevo León es la cuna de la música norteña famosa en todo el Norte de México y en el sur de Estados Unidos. Los eventos culturales se concentran en la ciudad de Monterrey y su área metropolitana, sede de importantes museos. Los eventos con más tradición son la Muestra Nacional de Teatro, el Festival Alfonsino y el Festival del Barrio Antiguo. También el Festival Bella Vía.

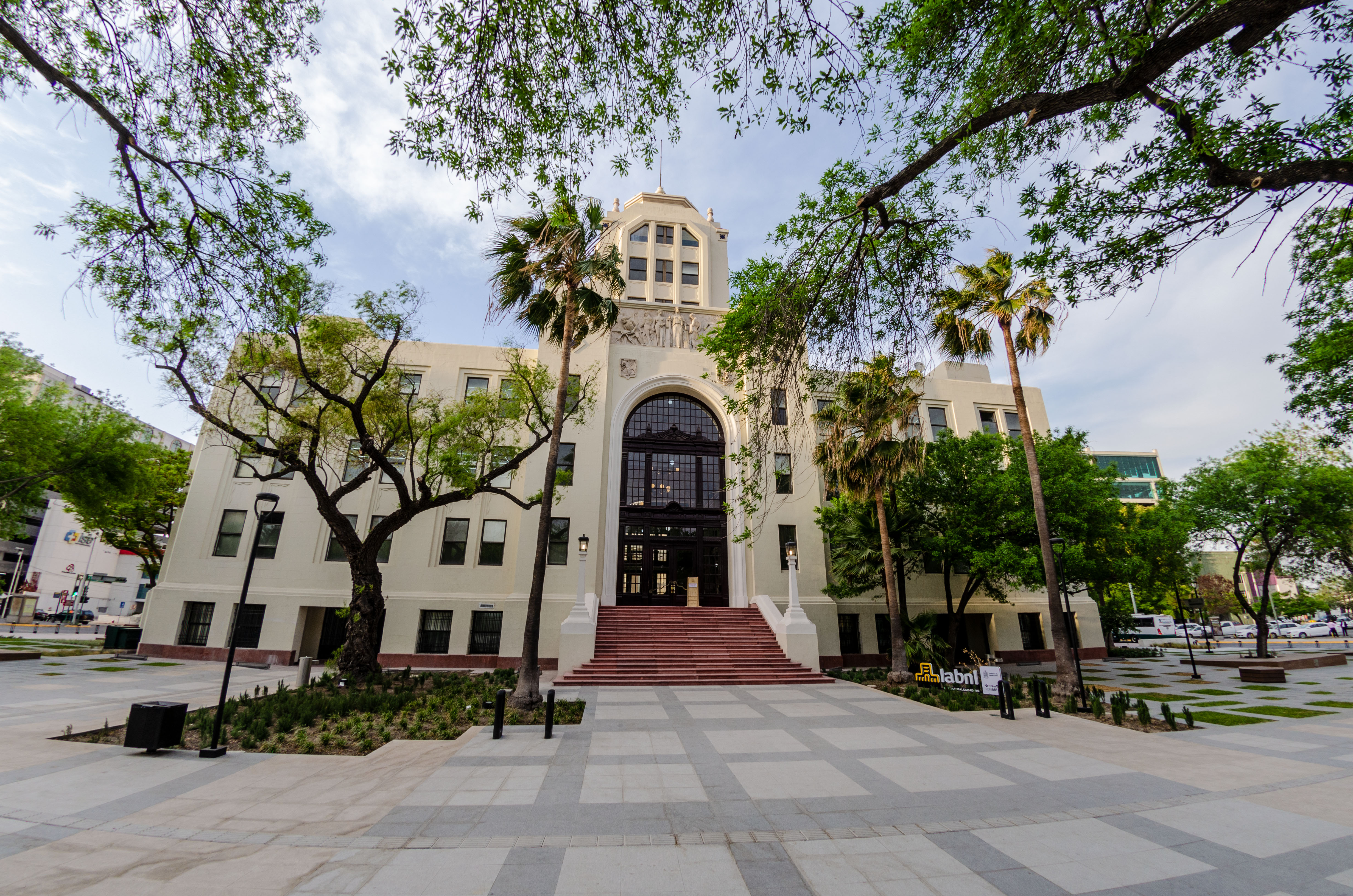
Fachada de LABNL Lab Cultural Ciudadano

En marzo de 2021 se inauguró LABNL Lab Cultural Ciudadano, un espacio de creación cultural abierta con sede en el Antiguo Palacio Federal, ubicado en Monterrey, la capital del estado. Por las magnitudes de sus espacios interiores y exteriores, este centro cultural representa el laboratorio ciudadano más grande de Iberoamérica.
Los proyectos llevados a cabo en LABNL están relacionados con encontrar soluciones creativas a problemáticas compartidas en común, usando una metodología de trabajo que propicie prototipos desarrollados en colectividad, colaboración ciudadana y redes de afectos en comunidad.
El fenómeno mural-literario originario de Monterrey desde hace quince años es la Acción Poética, tratándose de pintar paredes de blanco con frases que son generalmente pensamientos de amor y profundas frases optimistas originadas por los integrantes mismos. También suele citarse a grandes poetas como Octavio Paz y Jaime Sabines. Ha llegado a otras ciudades del mismo país de origen como es la Ciudad de México y Guadalajara. Últimamente también se ve en varias zonas de España y Sudamérica.

## Deportes
En el estado de Nuevo León existe una amplia diversidad de deportes que se practican con gran relevancia.
Algunos de los estadios al aire libre en Nuevo León son el Estadio BBVA Bancomer, el Estadio Universitario (UANL), el Estadio de Béisbol Monterrey, el Estadio Gaspar Mass, el Estadio Nuevo León Unido y el Estadio Borregos TEC. Por su parte, entre los recintos cubiertos se encuentran la Arena Monterrey, el Showcenter Complex, el Gimnasio Nuevo León Unido y el Ice Complex Monterrey.
| Equipo                           | Deportes                       | Competiciones                                     | Estadio                          | Creación |
| -------------------------------- | ------------------------------ | ------------------------------------------------- | -------------------------------- | -------- |
| Club de Fútbol Monterrey         | Fútbol                         | Liga Bancomer MX                                  | Estadio BBVA Bancomer            | 1945     |
| Tigres de la UANL                | Fútbol                         | Liga Bancomer MX                                  | Estadio Universitario de la UANL | 1960     |
| Club de Fútbol Monterrey Femenil | Fútbol femenino                | Liga MX Femenil                                   | Estadio BBVA Bancomer            | 2017     |
| Tigres de la UANL Femenil        | Fútbol femenino                | Liga MX Femenil                                   | Estadio Universitario de la UANL | 2017     |
| Monterrey Flash                  | Fútbol rápido                  | Major Arena Soccer League                         | Arena Monterrey                  | 2011     |
| Sultanes de Monterrey            | Béisbol                        | Liga Mexicana de Béisbol                          | Estadio de Béisbol Monterrey     | 1939     |
| Fuerza Regia de Monterrey        | Baloncesto                     | Liga Nacional de Baloncesto Profesional de México | Gimnasio Nuevo León Unido        | 2001     |
| Fundidores de Monterrey          | Fútbol americano               | LFA                                               | Estadio Nuevo León Unido         | 2016     |
| Borregos Salvajes del ITESM      | Fútbol americano universitario | CONADEIP                                          | Estadio Borregos                 | 1945     |
| Auténticos Tigres de la UANL     | Fútbol americano universitario | ONEFA                                             | Estadio Gaspar Mass              | 1945     |
| Monterrey Steel                  | Fútbol americano arena         | National Arena League                             | Arena Monterrey                  | 2016     |
| Toros Monterrey                  | Hockey sobre Hielo             | Liga Mexicana de Hockey                           | Ice Complex Monterrey            | 2004     |

### Fútbol

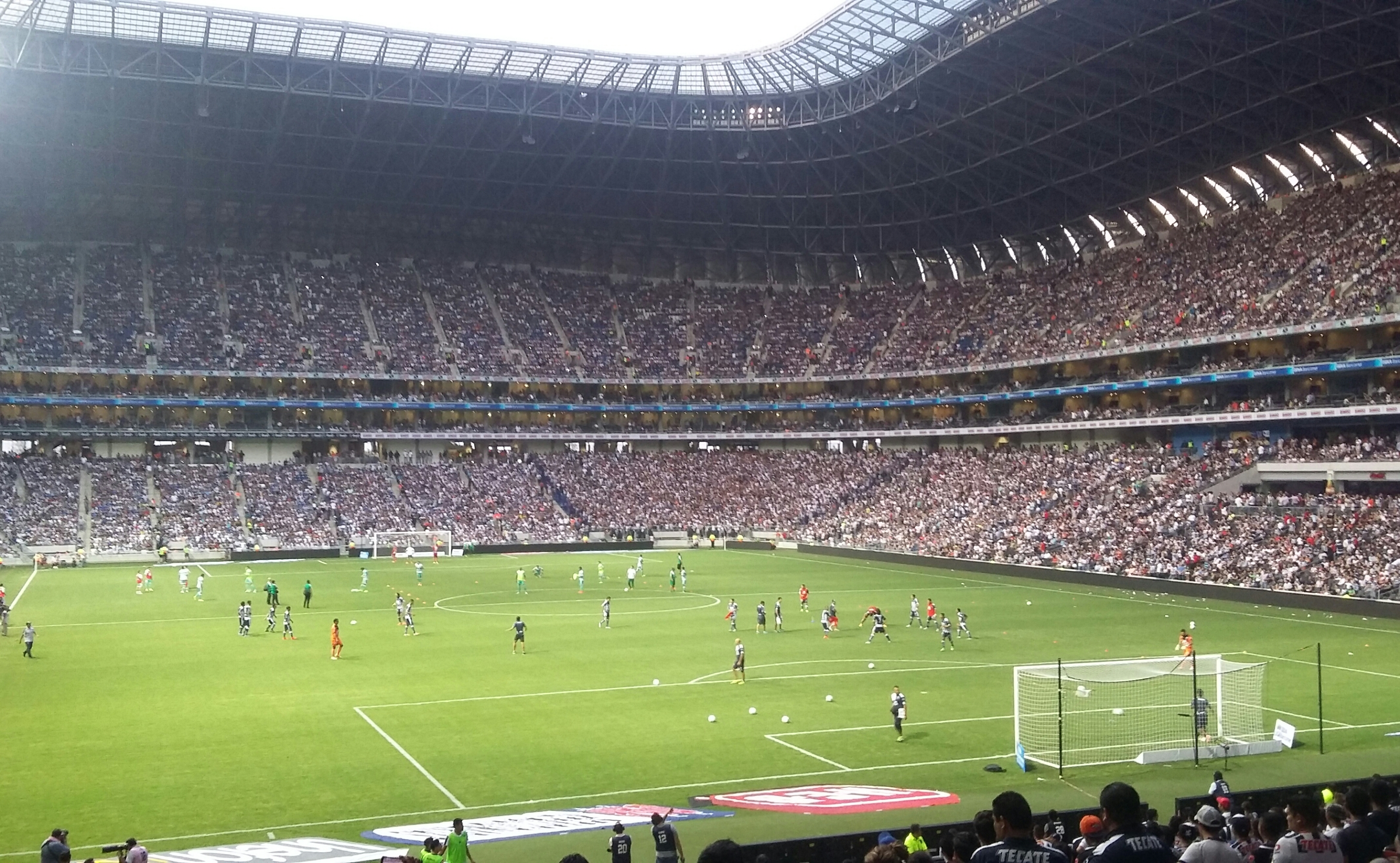
Estadio BBVA Bancomer

#### Masculino

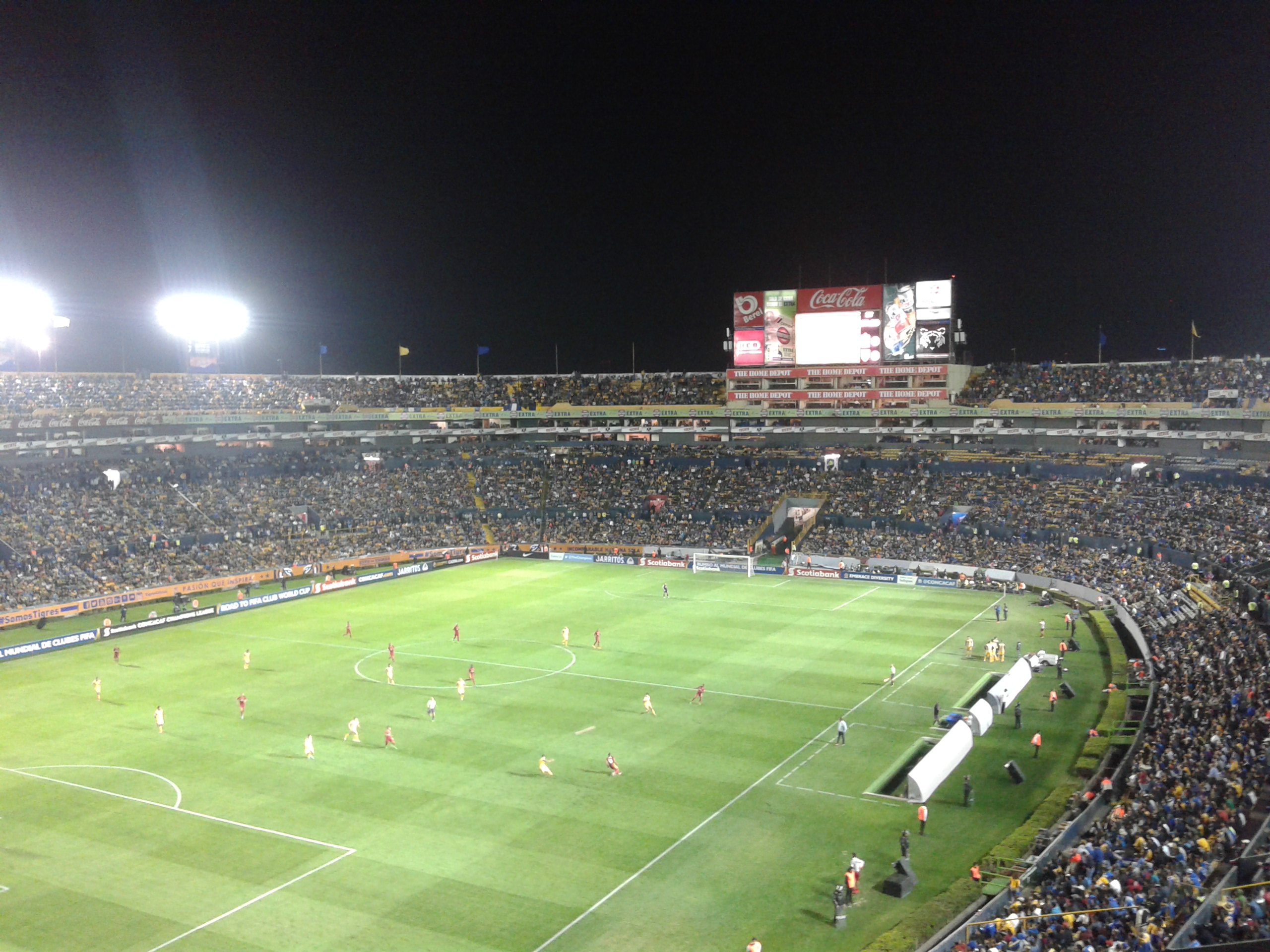
Estadio Universitario

Cuenta con dos equipos de primera división: El Club de Fútbol Monterrey (conocido popularmente en el país como Rayados), el cual ha sido campeón en 5 ocasiones en la Liga Bancomer MX (M-1986, C-2003, A-2009, A-2010 y A-2019) y campeón 5 veces, tres de ellas siendo consecutivas en la Concacaf Liga de Campeones (2011, 2012, 2013, 2019 y 2021); y el equipo de los Tigres UANL que tienen su sede en San Nicolás de los Garza, municipio aledaño a Monterrey, quienes han sido campeones de la Liga Bancomer MX en 8 ocasiones (1977-78, 1981-82, A-2011, A-2015, A-2016, A-2017, C-19 y C-23).
El Clásico Regiomontano es como se denomina al partido jugado entre ambos equipos, desde 1960 en el caso de los futbolistas varones. El encuentro refleja el espíritu competitivo del Estado ligando sus orígenes e historia, pues los dos equipos han competido por el derecho de considerarse el mejor y por el honor del fútbol neoleonés.2 En el fútbol masculino, se han disputado 141 juegos entre Primera División, Liguilla de la 1.ª División, Copa MX, Segunda División, Liga de Campeones de la Concacaf, Torneo Nuevos Valores, Interliga, Leagues Cup y partidos amistosos. Se desconoce quién empezó a contabilizar los enfrentamientos y con que derecho o fin eliminó arbitrariamente algunos juegos en la historia sin seguir un patrón definido.
Hasta la fecha, Monterrey y Tigres han jugado dos finales entre sí; el Apertura 2017 de la Liga MX ganada por los felinos y la Liga de Campeones de Concacaf 2019 ganada por los albiazules.

#### Femenino
Nuevo León también cuenta con equivalentes femeninos del Club de Fútbol Monterrey y Tigres UANL en Primera División: Las Rayadas han sido campeonas de liga 4 veces (A-19, A-21, C-24 y A-24); mientras que las Amazonas lo han ganadon en 6 ocasiones (C-18, C-19, A-20, C-21, A-22 y A-23), además de tres ediciones del Campeón de Campeones (2020-21, 2022-23 y 2023-24).
Al igual que en el caso de los varones, el Clásico es el partido más importante para ambos equipos femeniles en la temporada. Se han disputado 33 partidos entre Primera División Femenil y Copa de la Liga MX Femenil.
Además, el dominio neoleonés en el torneo liguero femenino es tal que Tigres y Monterrey ocupan el 1.er y 2.º lugar (respectivamente) en la tabla general histórica, han jugado la final entre sí en seis ocasiones (con tres victorias para cada uno), y al menos uno de los clubes ha estado presente en doce de las 14 finales en la historia del torneo.

#### Barras bravas
Dentro del mundo de las barras, el odio que existe entre La Adicción (hinchada de Monterrey) y los Libres & Lokos (hinchada de Tigres) es conocida y año tras año, los cuerpos de seguridad municipal, estatal, y privada dentro del estadio montan rigurosos filtros de seguridad para evitar contacto directo entre ambas barras.

### Béisbol

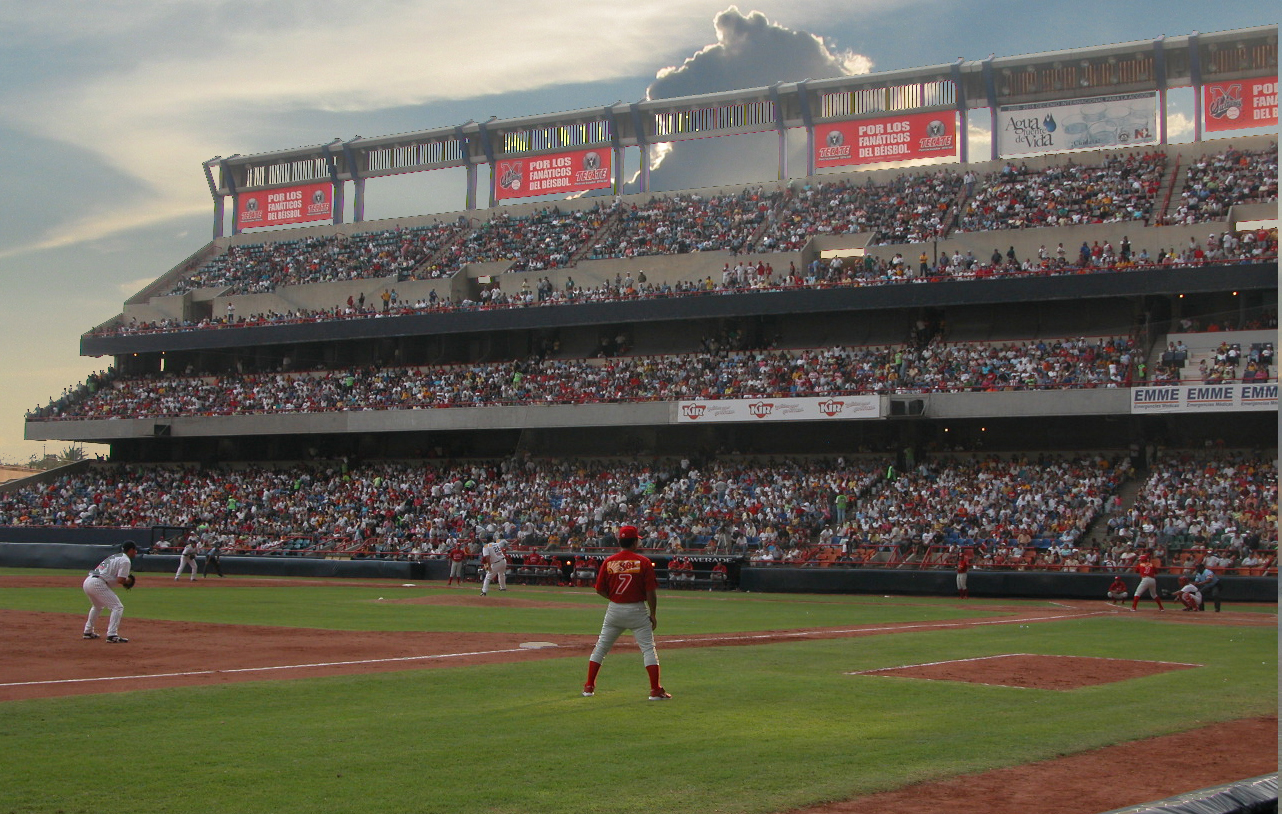
Estadio de Béisbol Monterrey

Nuevo León es sede del equipo profesional de béisbol como mayor historia en la Liga Mexicana de Béisbol, los Sultanes de Monterrey, quienes cuentan con diez campeonatos desde su fundación en 1939 y juegan en el Estadio Monterrey (o Estadio Mobile Super), el más grande estadio de béisbol en México. Además sus equipos infantiles han resultado campeones mundiales en los años 1957, 1958 y 1997 en la Serie Mundial de Ligas Pequeñas en Williamsport, Pensilvania.
Las ligas de béisbol infantil de Nuevo León son consideradas las de mejor nivel del país, colocando al estado como una de las potencias del béisbol a nivel nacional. En el Mobile Super se han celebrado juegos temporada regular de ligas mayores (MLB) como la serie entre los San Diego Padres y New York Mets en agosto de 1996 donde lanzó el legendario beisbolista mexicano Fernando Valenzuela o el primer juego inaugural de MLB fuera de los Estados Unidos entre los Colorado Rockies y San Diego Padres el 4 de abril de 1999.

### Baloncesto
Nuevo León también cuenta con un equipo profesional de baloncesto teniendo a la escuadra Fuerza Regia de Monterrey como máximo exponente que participa en la Liga Nacional de Baloncesto Profesional (LNBP). Juegan en el Gimnasio Nuevo León Unido.

### Fútbol americano

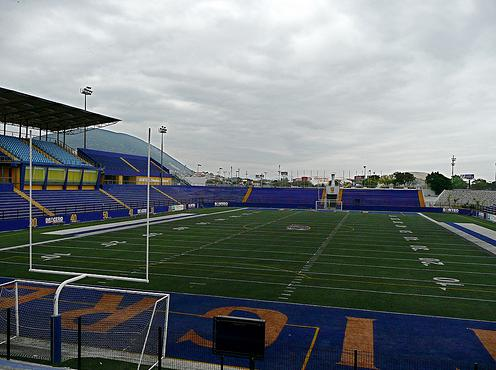
Estadio Gaspar Mass

El fútbol americano es un deporte con mucho arraigo en el estado, debido a su cercanía con los Estados Unidos, país de donde se originó; a nivel estudiantil es el deporte por excelencia y en popularidad únicamente le superan el fútbol y béisbol. Dos instituciones son precursoras de este deporte en México: la Universidad Autónoma de Nuevo León (Auténticos Tigres) y el Instituto Tecnológico y de Estudios Superiores de Monterrey (Borregos Salvajes). Una vez que se ha afianzado este deporte otras instituciones educativas han albergado equipos estudiantiles. Los Auténticos Tigres juegan en la ONEFA, y tienen como sede el estadio Gaspar Mass. Mientras que los Borregos Salvajes juegan en la CONADEIP, y tienen como sede el Estadio Tecnológico.
Destacan, por su importancia en el desarrollo integral de familias regiomontanas, las ligas infantil y juvenil que practican este deporte, donde no solo los varones se ven beneficiados sino también las niñas-adolescentes quienes participan en los grupos de animación de los distintos equipos. Ahora bien, estas ligas -infantiles y juveniles- han servido como base para armar los equipos universitarios.
En 2016 se fundó primer equipo neoleonés de fútbol americano profesional, los Fundidores de Monterrey, que juegan en la Liga de Fútbol Americano Profesional (LFA), con sede en el estadio Nuevo León Unido.

### Hockey sobre hielo
El hockey sobre hielo ha mostrado un destacado crecimiento en el estado, aunque cuenta con menor difusión con respecto a los otros deportes más populares como fútbol o béisbol. El estado de Nuevo León cuenta con un equipo profesional asociado a la reciente Federación Mexicana de Hockey, los Toros Monterrey, cuya sede es la pista de hielo Monterrey Ice Complex, en el municipio de Santa Catarina. En adición, la ciudad de Monterrey, cuenta con el equipo de Fantasmas, de asociación independiente, cuya base de los entrenamientos son en la pista de hielo del parque Fundidora.

### Automovilismo
El Autódromo Monterrey, ubicado en el municipio de Apodaca pero que al igual que otros recintos debe su nombre a la zona metropolitana, ha sido sede de carreras de la NASCAR Mexico Series, la Fórmula 2 y la CART/Champ Car.

### Deportes de combate y lucha libre
El boxeo es el deporte de combate más arraigado en Nuevo León, con la Arena Coliseo albergando varias peleas desde la década de 1950 hasta la de 2020. Cuatro campeones mundiales de boxeo son originarios del estado: Francisco Rodríguez Jr. (peso paja), Clemente Sánchez (peso pluma), Lauro Salas y Daniel Valladares (ambos en el peso ligero).
Las artes marciales mixtas (MMA) se han popularizado en el estado desde inicios de la década de 2010; esto en gran parte a los eventos que Ultimate Fighting Championship, la más importante organización del deporte, ha transmitido desde entonces. Hoy en dia, Nuevo León también es el estado que más veces ha albergado un evento de LUX Fight League, la principal organización de MMA en México. El máximo exponente de este deporte -para muchos fanáticos- es Erik Pérez, uno de los primeros mexicanos en destacar en UFC y que pese a no ganar un campeonato, ha cosechado varios récords en el peso gallo.
Aunque no sea visto como un deporte de combate, la lucha libre profesional también cuenta con una arraigada historia en el estado, siendo la tierra de luchadores como Blue Demon, Emilio Charles Jr., José Lothario, Herodes Jr., Angel Garza, El Terrible, entre otros. Cabe señalar que el primer evento de WWE celebrado en suelo mexicano se llevó a cabo en la ciudad de Monterrey en 2004.

## Turismo
El estado de Nuevo León cuenta con una amplia variedad de atractivos naturales, arqueológicos y culturales, además de una robusta infraestructura hotelera y de servicios.

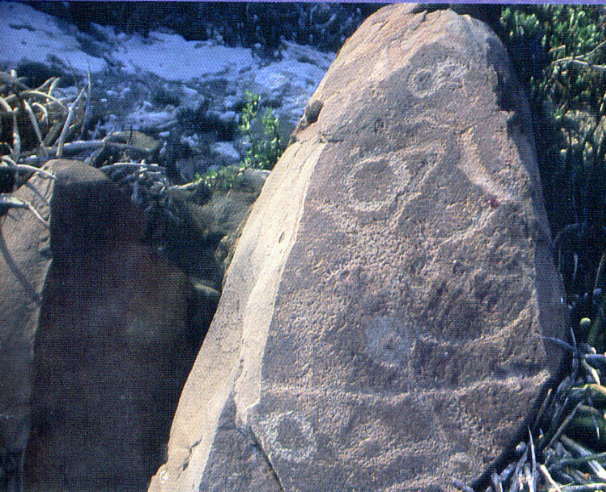
Vestigio de petroglifos coahuiltecos grabados en piedras en Boca de Potrerillos

Atractivos en el área metropolitana de Monterrey
El conjunto urbanístico constituido por la Macroplaza, el paseo Santa Lucía y el parque Fundidora acoge la mayor concentración de sitios históricos, museos, expresiones culturales y paseos recreativos de la ciudad.
El Paseo Santa Lucía es un canal o río artificial y vía peatonal que se encuentra ubicado en el primer cuadro de la ciudad de Monterrey, Nuevo León, al noreste de México. La obra fue inaugurada el 16 de septiembre de 2007 por el expresidente de la República Mexicana, el Lic. Felipe Calderón Hinojosa; el exgobernador del estado de Nuevo León, el Lic. José Natividad González Parás; y el exalcalde de la ciudad de Monterrey, Adalberto Madero.
La Macroplaza o Gran Plaza es una plaza de la ciudad de Monterrey en México, se denomina así a la parte central de Monterrey que ocupa 40 hectáreas, donde existen comercios, centros de recreo y de paseo. En ella se conjugan las áreas verdes con los antiguos monumentos y edificios coloniales que contrastan con las nuevas construcciones. El monumento más destacable es el Faro del Comercio, monumento de 70 m de altura y que en la parte superior tiene un equipo de rayos láser que ilumina el cielo de la ciudad por las noches.
En el municipio de San Pedro Garza García, enclavado en la Sierra Madre Oriental, se encuentra el parque nacional "Cumbres de Monterrey", que ofrece senderos a través de un bosque de pino y encino en un entorno de dramática belleza paisajística.
Atractivos fuera del Área Metropolitana de Monterrey
La villa de Santiago es un pintoresca localidad considerada Pueblo Mágico. La localidad tiene un agradable clima templado, rodeado de bosques y arboledas ideal para acampar y pasar un fin de semana fuera de grandes núcleos urbanos.
Un punto turístico muy importante del estado de Nuevo León es la cascada de la Cola de Caballo ubicada en este municipio. Los excursionistas frecuentan los Pozos del Chipitín y la cascada de Potrero Redondo. En esa misma zona se encuentra Matacanes e Hidrofobia que son paseos para excursionistas extremos.
La Boca de Potrerillos es un sitio arqueológico que se encuentra a unos 14 km de la cabecera municipal del municipio de Mina, México. A unos 60 km al noroeste de la ciudad de Monterrey en los valles interserranos de la Sierra Madre Oriental aparece la "boca" o entrada al Cañón de Potrerillos entre los cerros de la Zorra y el Antrisco. El área abarca unos 6 km².
La principal característica de este sitio es albergar una de los mayores concentraciones de arte rupestre de México. Aunque hay algunas pinturas, la gran mayoría de las obras son petrograbados. Aproximadamente 3000 en toda el área.

## Fiestas y tradiciones
Las celebraciones con más tradición en el estado son la Feria de Villaseca o Fiestas de Villaseca, celebrada a finales de julio en el municipio de Linares, la Feria de la Manzana en el municipio de Galeana, la Exposición ganadera de Guadalupe, la Feria de la Naranja en el municipio de Montemorelos y las fiestas patronales dedicadas al Señor de Tlaxcala en el municipio de Bustamante.

## Religión
El porcentaje de las distintas religiones en Nuevo León es similar al que se registra en el ámbito nacional; casi 88 % son cristianos católicos, 8.3 % tienen una doctrina distinta y 2.8 % no tienen creencias religiosas. El comportamiento mostrado a lo largo de 105 años es también similar a los datos nacionales; es decir, hasta 1910 casi 100 % de la población es católica, en 1921 empieza a mostrarse la aparición de otras confesiones; y de 1970 a la fecha, la disminución relativa de católicos es de menos de ocho puntos porcentuales.

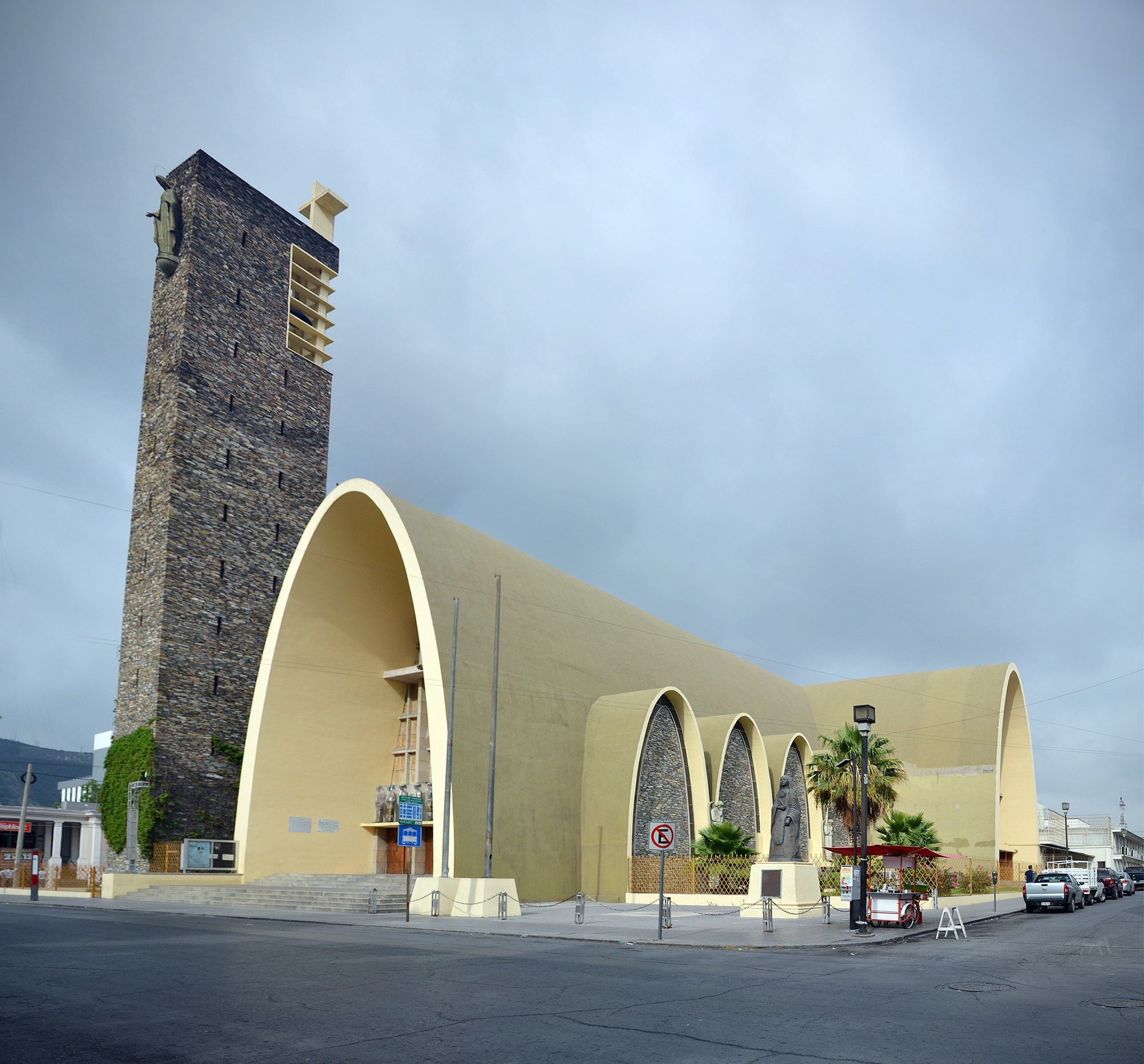
Iglesia de la Purísima en Monterrey

Una cuarta parte de los 51 municipios registran un porcentaje de catolicismo superior a 90 por ciento; el indicador más elevado (94.7 %) se registra en Villaldama; los más bajos corresponden a Galeana e Iturbide, con 77 % cada uno. Las denominaciones protestantes y evangélicas sobrepasan las 211 000 personas, volumen cercano al de la población residente en el municipio de Santa Catarina; un núcleo mayor de 10 000 personas se identifica en Apodaca, General Escobedo, Guadalupe, Monterrey, San Nicolás de los Garza y Santa Catarina, municipios pertenecientes a la zona metropolitana de Monterrey. Los adventistas del séptimo día significan 9,4 % en el municipio de Montemorelos; los núcleos más importantes corresponden a la zona metropolitana de Monterrey.
El porcentaje de la población sin religión es ligeramente inferior al dato nacional; en los municipios de Galeana e Iturbide su porcentaje es 9.1 % y 8.7 %, respectivamente; entre estos hay continuidad geográfica y limitan con otros municipios cuyo porcentaje de población no religiosa es superior a 5 por ciento. El crecimiento registrado durante la última década es mayor entre la población no religiosa, con una tasa de 4.5 por ciento; seguido de quienes tienen una creencia no católica que registran 2.9 %; finalmente el menor crecimiento (1.9 %) corresponde a la población católica.

## Hermanamientos y convenios
El estado de Nuevo León está hermanado y tiene convenios con otros estados, provincias, regiones y comunidades autónomas.
- Columbia Británica, Canadá (2003)[90]
- Québec, Canadá (2006)[90]
- Lombardía, Italia (2008)[90]
- Texas, Estados Unidos (2010)[91]
- Cataluña, España (2012)[92]
- Guerrero, México (2013)[93]

## Ubicación geográfica
| Noroeste: Coahuila  | Norte: Texas         | Nordeste: Tamaulipas     |
| Oeste: Coahuila     |                      | Este: Tamaulipas         |
| Suroeste: Zacatecas | Sur: San Luis Potosí | Sureste: San Luis Potosí |